# G20-Gipfel in Johannesburg 2025

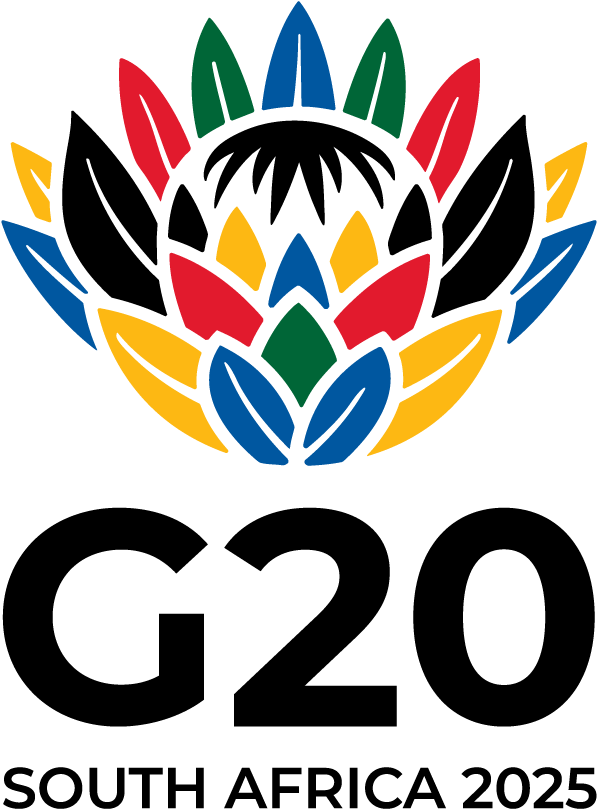
Das Logo des G20-Gipfels in Johannesburg 2025

Der G20-Gipfel von Johannesburg wird das zwanzigste Treffen der Gruppe der zwanzig führenden Industrie- und Schwellenländer (G20). Es soll vom 22. bis 23. November 2025 stattfinden. Es ist der erste G20-Gipfel, der in Johannesburg, Südafrika und auf dem afrikanischen Kontinent ausgetragen wird. Die Kosten für den Gipfel werden sich auf etwa 691 Millionen Rand belaufen, umgerechnet etwa 33,4 Millionen Euro.

## Präsidentschaft
Südafrika hat am 1. Dezember 2024 die G20-Präsidentschaft übernommen und wird sie bis November 2025 innehaben – also etwa fünf Jahre vor Ablauf der Agenda 2030 der Vereinten Nationen.
Es wird erwartet, dass Südafrika in einem global politisch fragmentierten Kontext eine progressive, menschenzentrierte und lösungsorientierte Präsidentschaft führen wird, bevor die Vereinigten Staaten am 1. Dezember 2025 die Präsidentschaft übernehmen.
Die Teilnahme Südafrikas an der G20 wird von vier außenpolitischen Grundpfeilern geleitet:
- nationale Interessen
- die afrikanische Agenda
- Süd-Süd-Kooperation
- Multilateralismus

## Thema des Gipfels
Um einen bedeutenden Beitrag zur Bewältigung der globalen Polykrise zu leisten, hat Südafrika das Thema „Solidarität, Gleichheit, Nachhaltigkeit“ gewählt.
Dieses Thema spiegelt das Bestreben Südafrikas wider, auf den Errungenschaften der letzten drei G20-Präsidentschaften des Globalen Südens aufzubauen und die entwicklungspolitische Agenda voranzutreiben.
Durch Solidarität soll eine menschenzentrierte, entwicklungsorientierte und inklusive Zukunft geschaffen werden. In einer vernetzten Welt wirken sich die Herausforderungen eines Landes auf alle aus. Mit Gleichheit wird das Ziel verfolgt, faire Behandlung, Chancengleichheit und Fortschritt für alle Menschen und Nationen zu gewährleisten – unabhängig von wirtschaftlichem Status, Geschlecht, ethnischer Zugehörigkeit, geographischer Lage oder anderen Merkmalen. Nachhaltigkeit bedeutet, die Bedürfnisse der Gegenwart zu erfüllen, ohne die Möglichkeiten künftiger Generationen zu gefährden.

## Prioritäten
Südafrika wird die G20 weiterhin als zentrales Forum für wirtschaftliche und finanzpolitische Zusammenarbeit nutzen, das entwickelte Volkswirtschaften, Schwellenländer und Entwicklungsländer zusammenbringt, um globale Herausforderungen zu lösen. Während der Rede zur Lage der Nation 2024 kündigte Präsident Cyril Ramaphosa an: „Wir werden die Entwicklung Afrikas ganz oben auf die Tagesordnung setzen, wenn wir 2025 den G20-Vorsitz innehaben.“
Die südafrikanische G20-Präsidentschaft wird sich dafür einsetzen, Unterstützung für Entwicklungsländer in Afrika und dem Globalen Süden zu mobilisieren – aufbauend auf den Initiativen der indonesischen, indischen und brasilianischen Präsidentschaften.
Die zentralen Ergebnisse und Prioritäten der südafrikanischen Präsidentschaft werden sich in der Arbeit der Sherpa- und der Finanz-Schwerpunkte widerspiegeln.

### Kern-Prioritäten
Die G20-Präsidentschaft Südafrikas wird folgende Schwerpunkte setzen:
- Priorität 1: Inklusives Wirtschaftswachstum, Industrialisierung, Beschäftigung und Verringerung von Ungleichheit[12]

- Priorität 2: Ernährungssicherheit[13]

- Priorität 3: Künstliche Intelligenz und Innovation für nachhaltige Entwicklung

## Teilnehmende

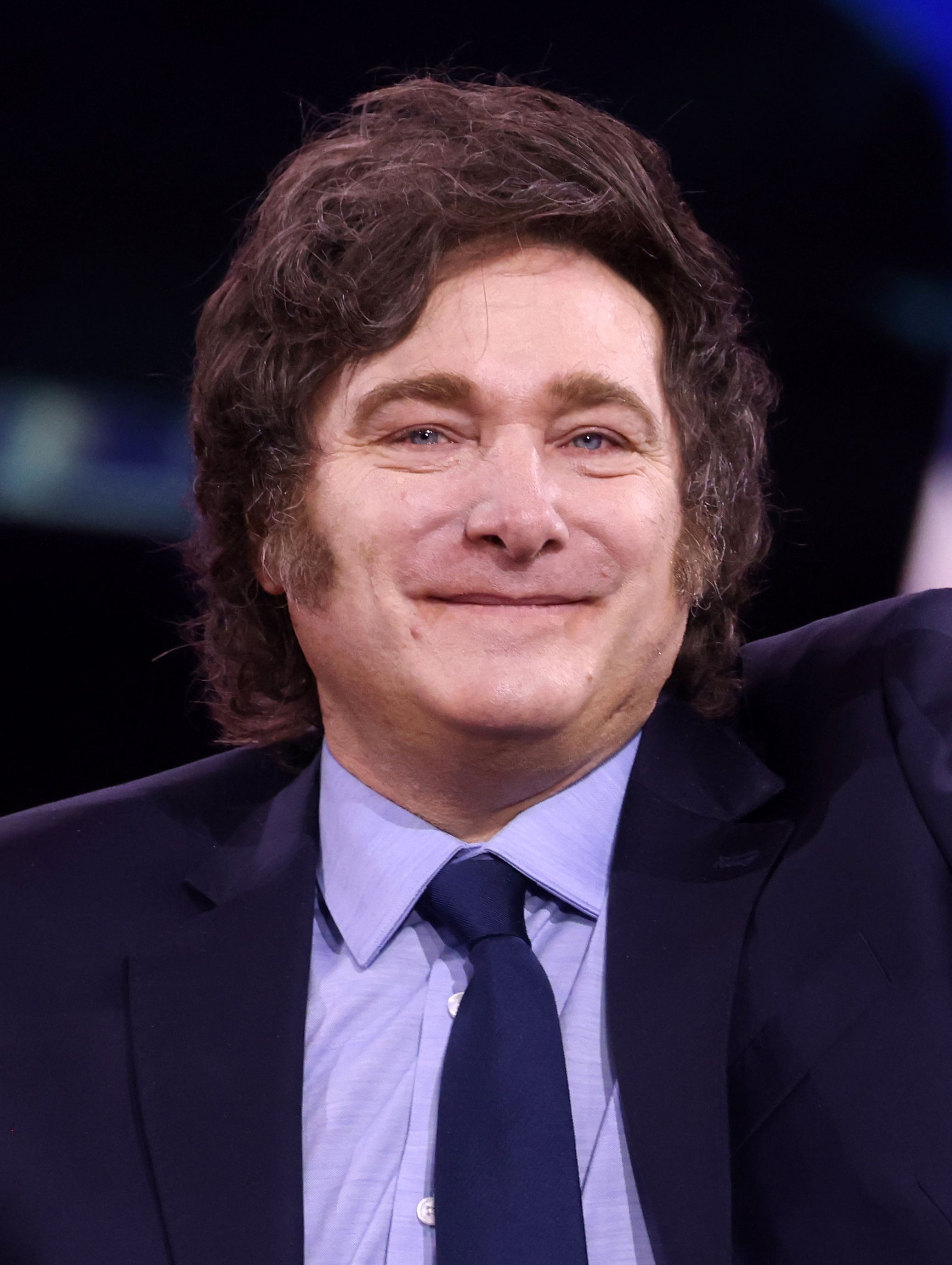
ARG Javier Milei, Präsident
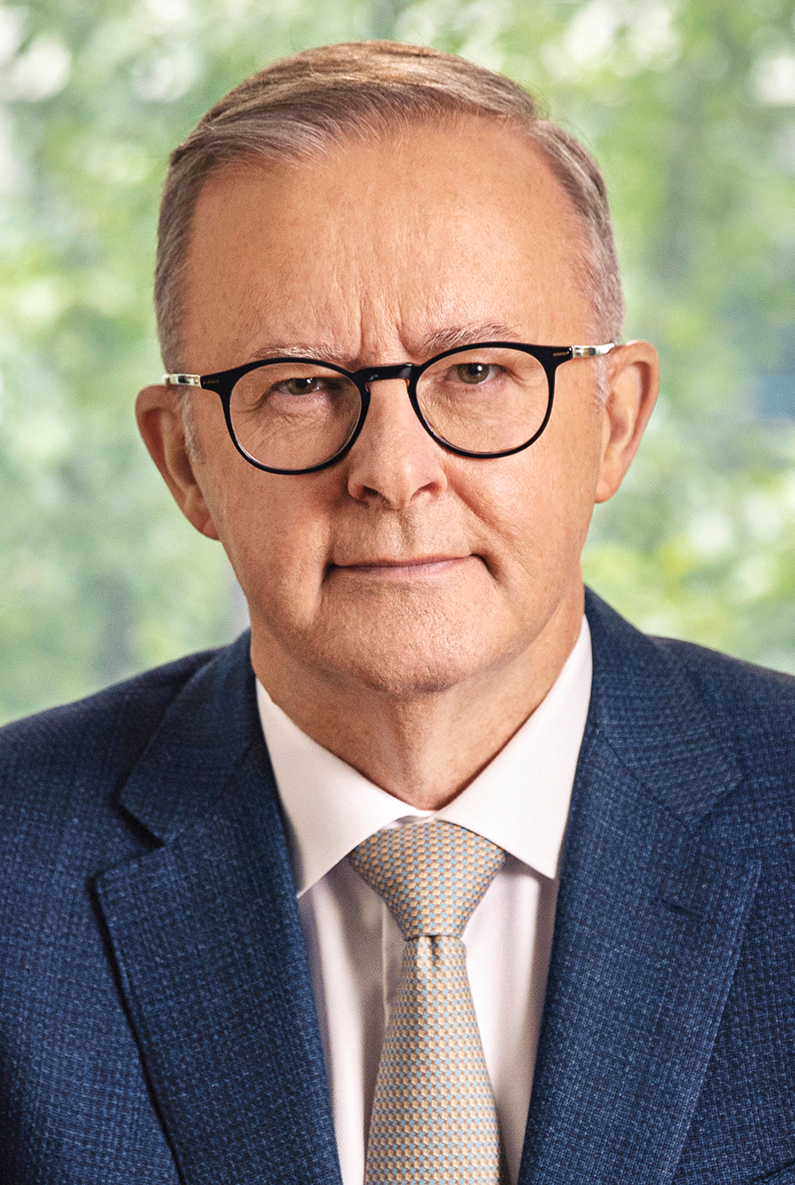
AUS Anthony Albanese, Pemierminister
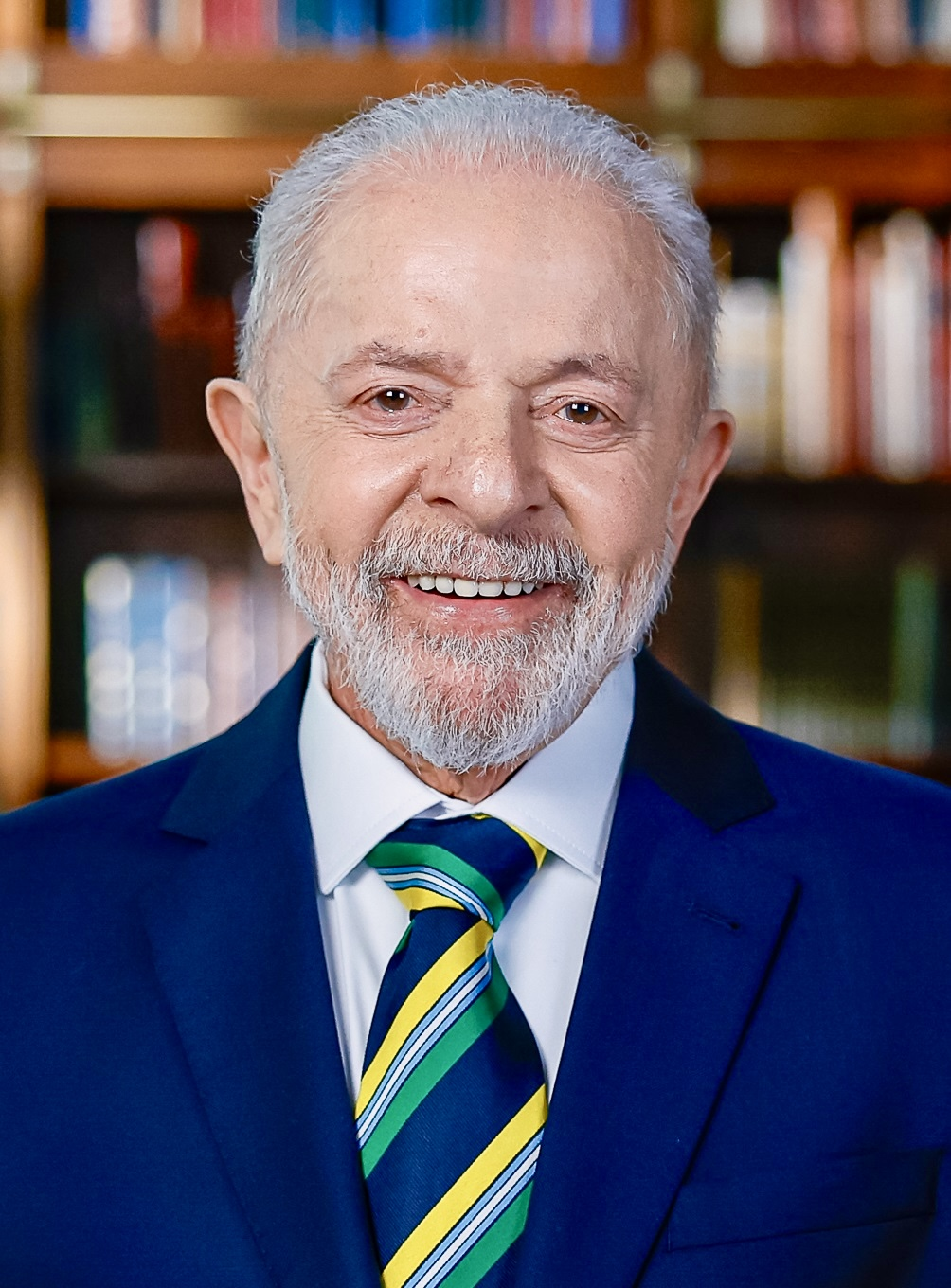
BRA Luiz Inácio Lula da Silva, Präsident
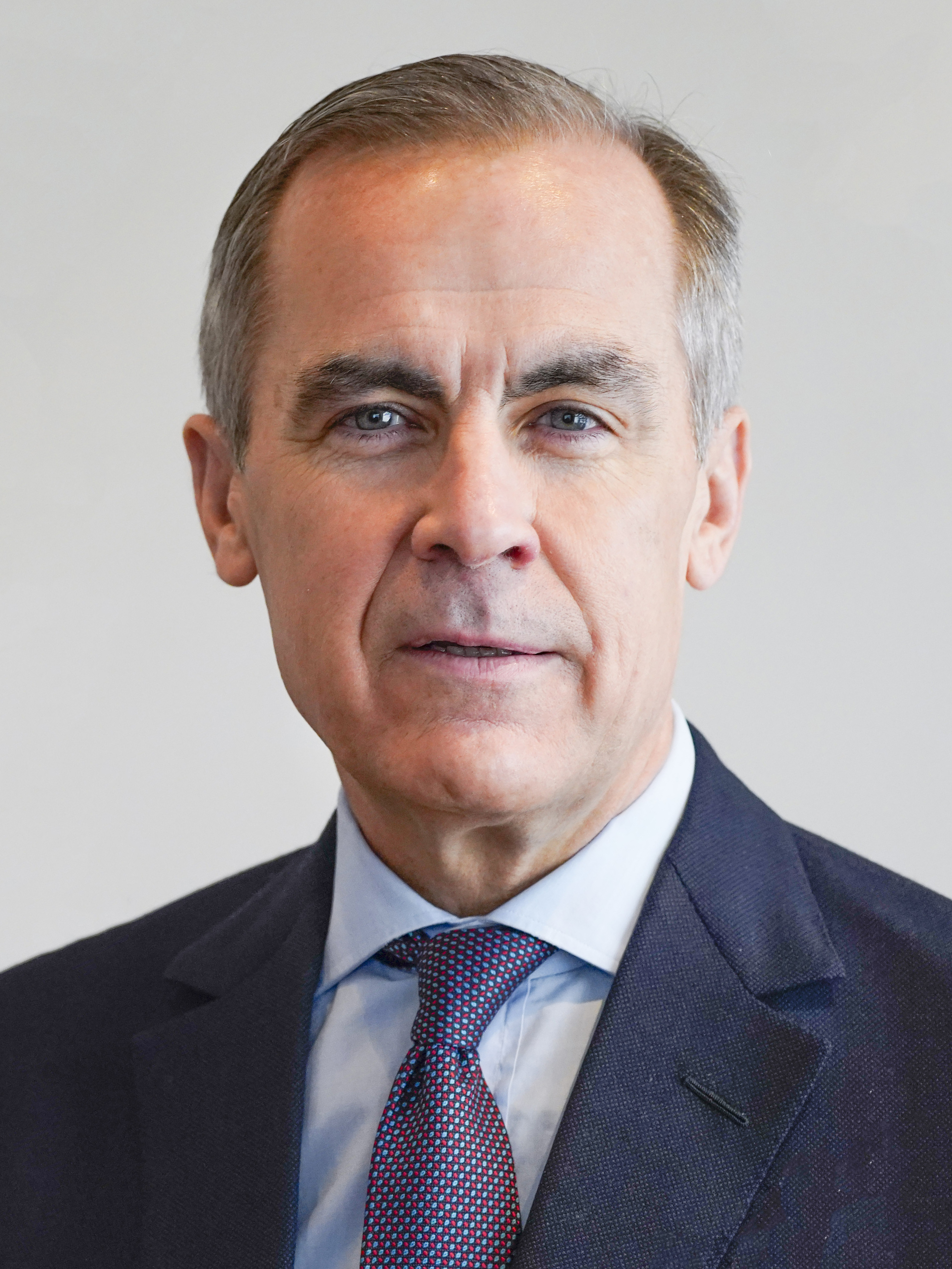
CAN Mark Carney, Premierminister
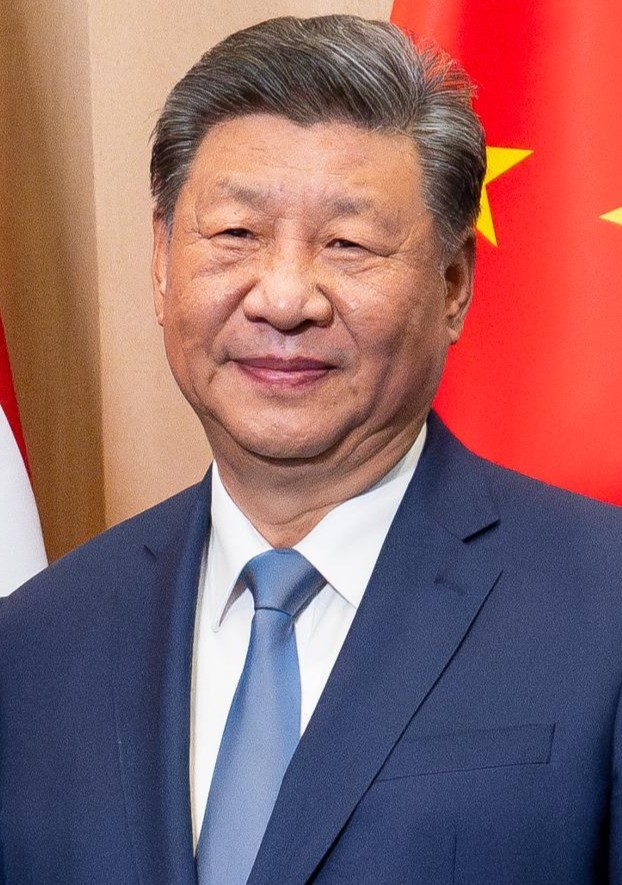
CHN Xi Jinping, Präsident
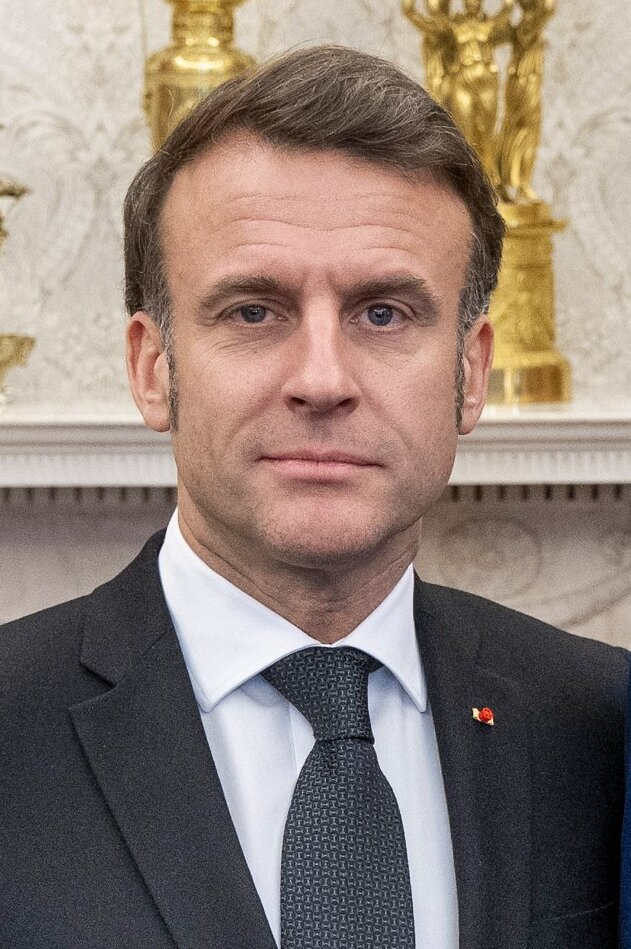
FRA Emmanuel Macron, Präsident
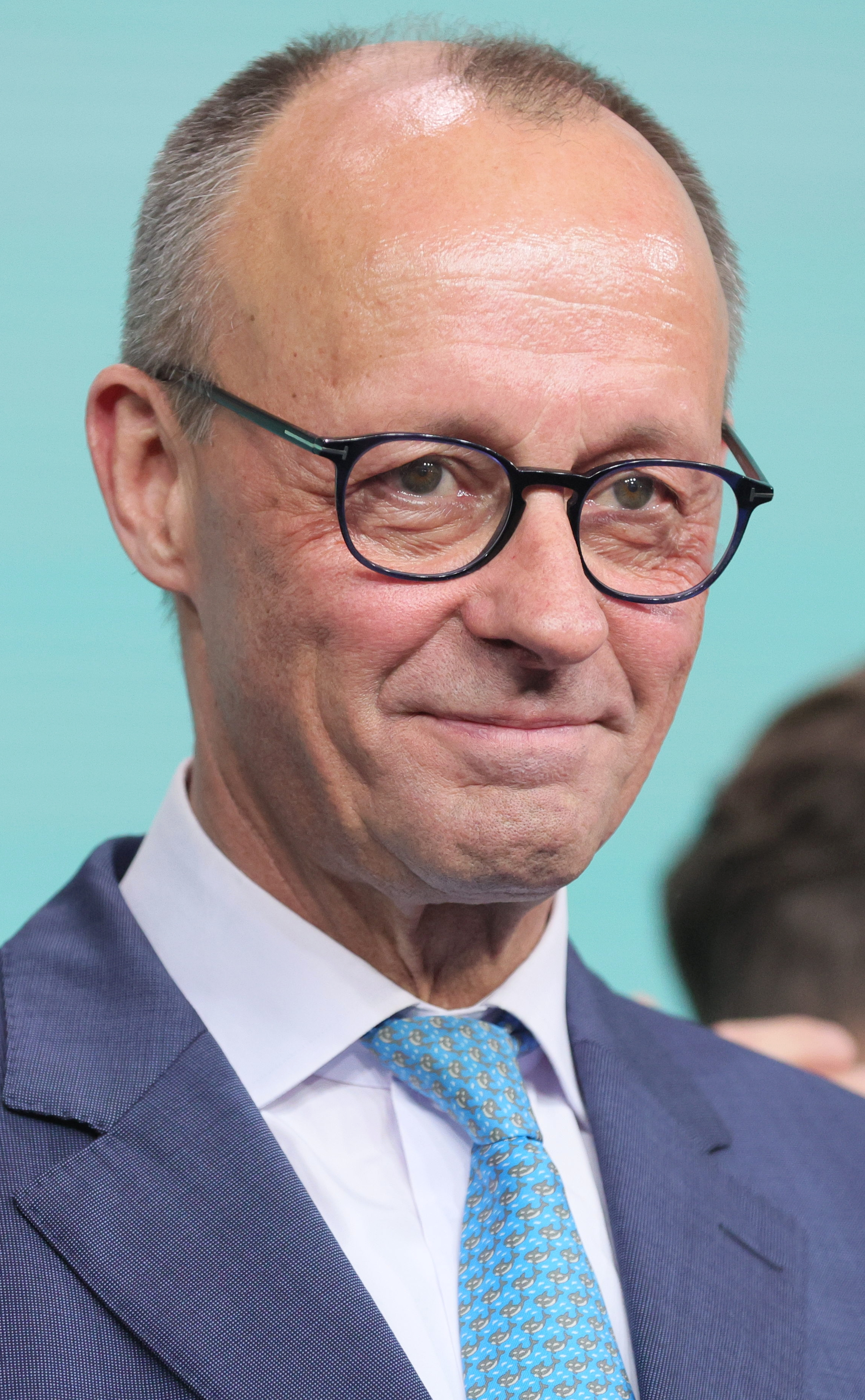
DEU Friedrich Merz
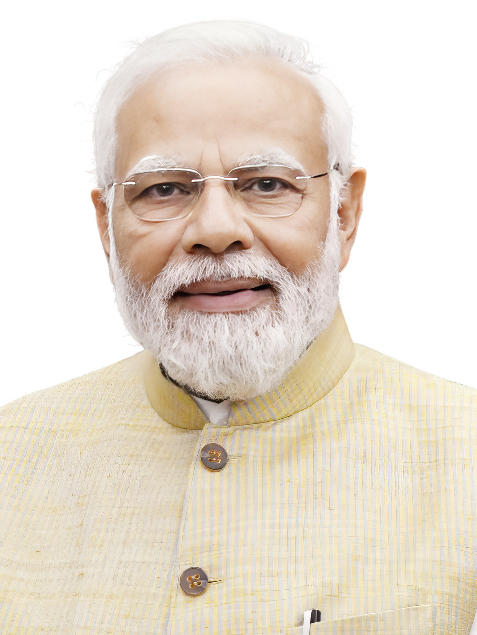
IND Narendra Modi, Premierminister
IDN Prabowo Subianto, Präsident
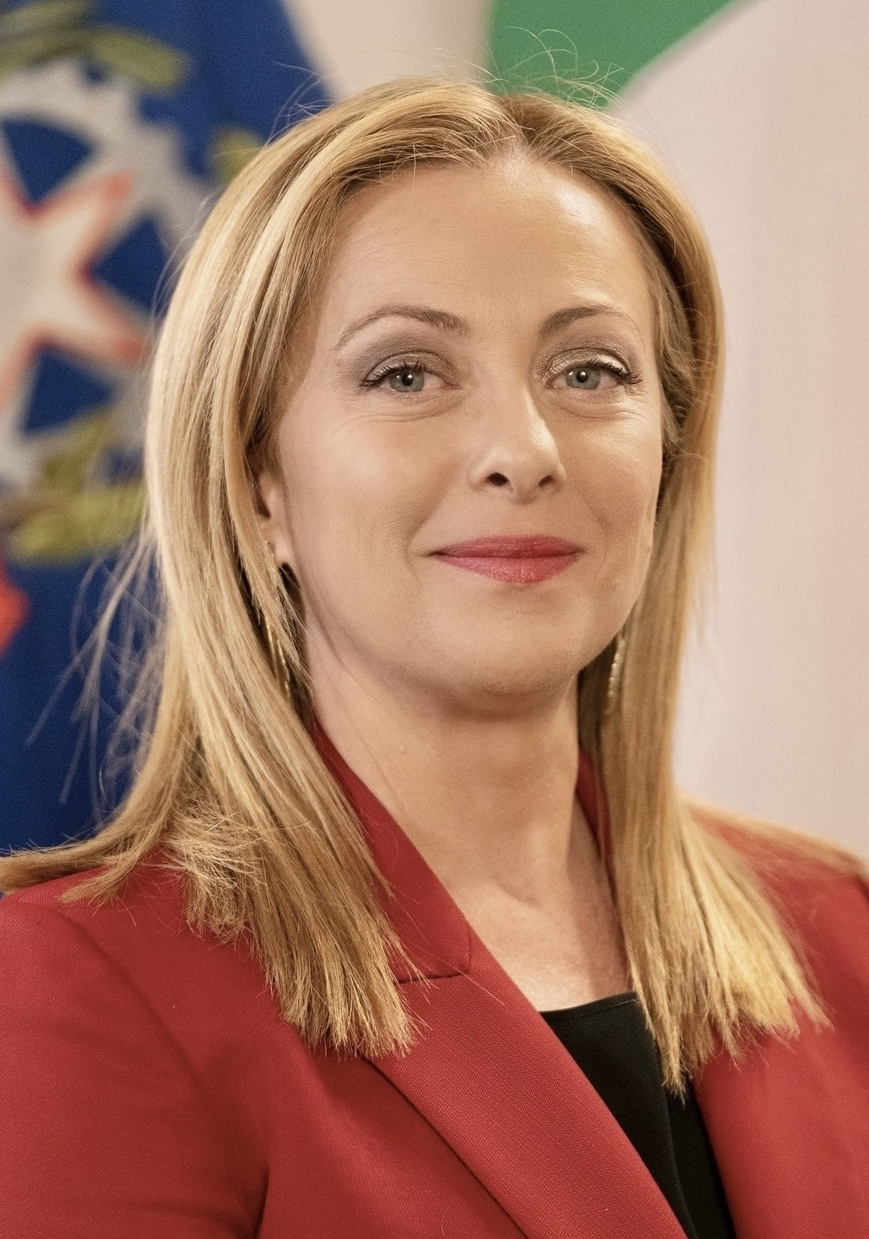
ITA Giorgia Meloni, Preminerministerin
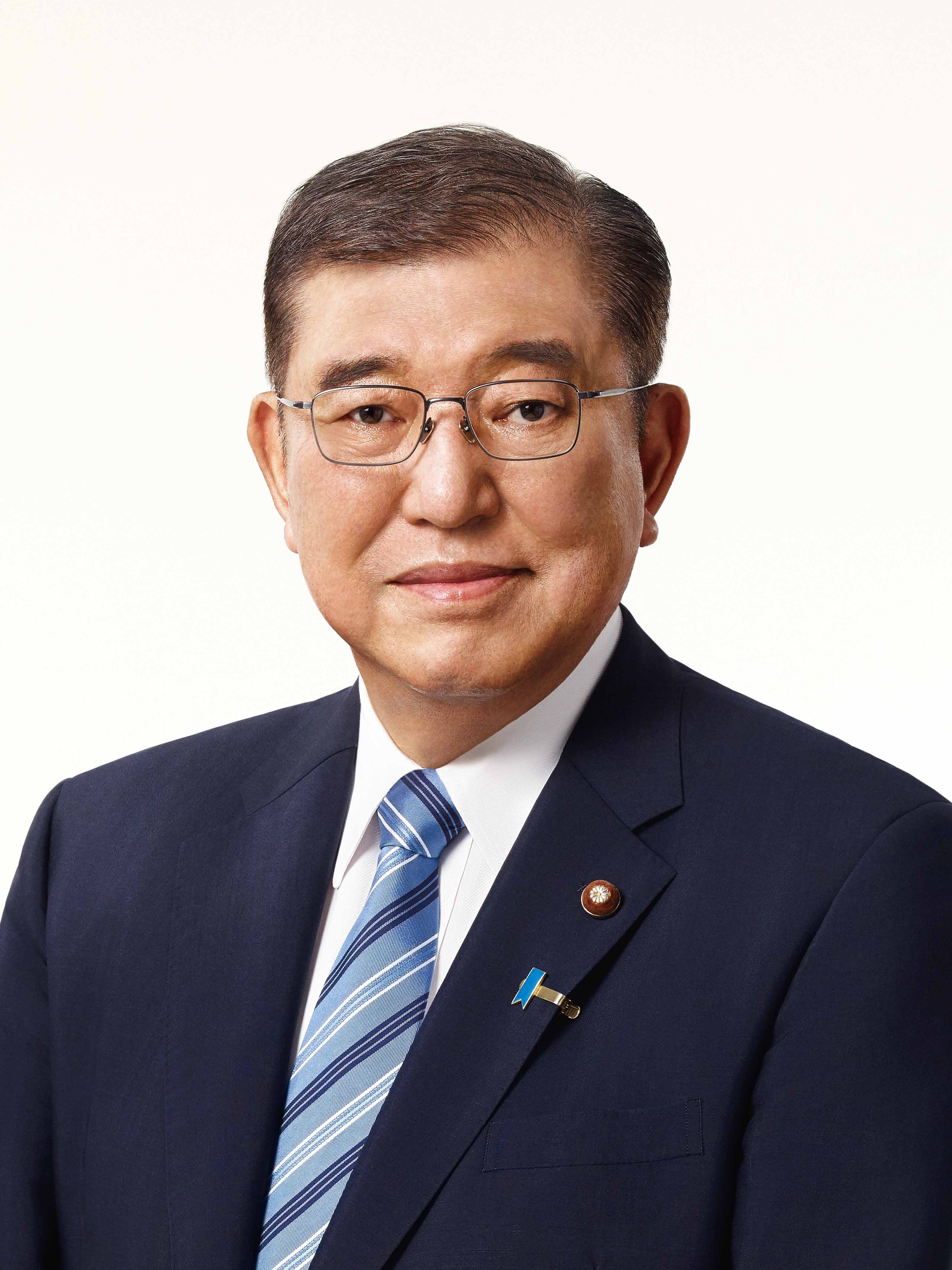
JPN Shigeru Ishiba, Premierminister
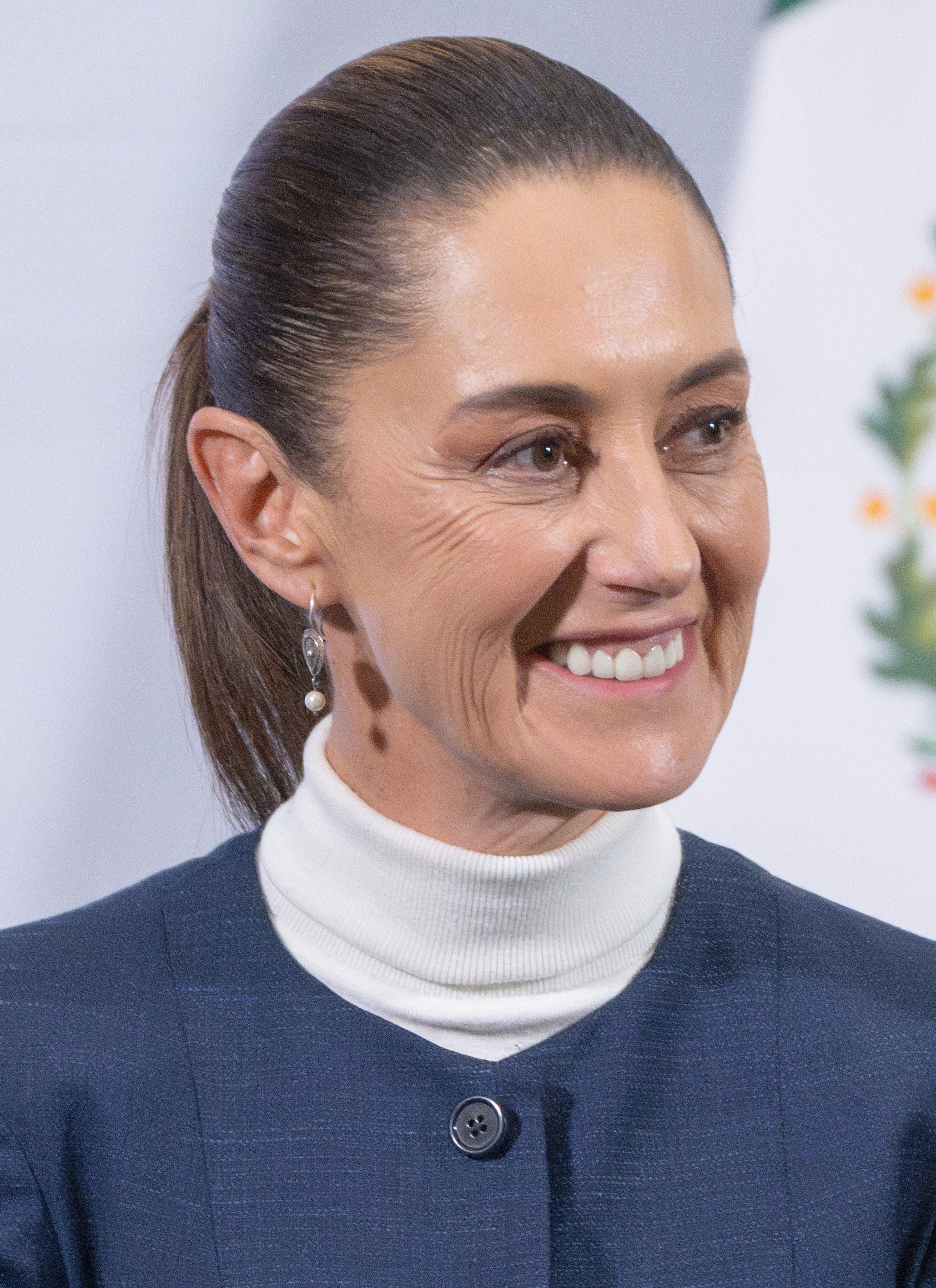
MEX Claudia Sheinbaum, Präsidentin
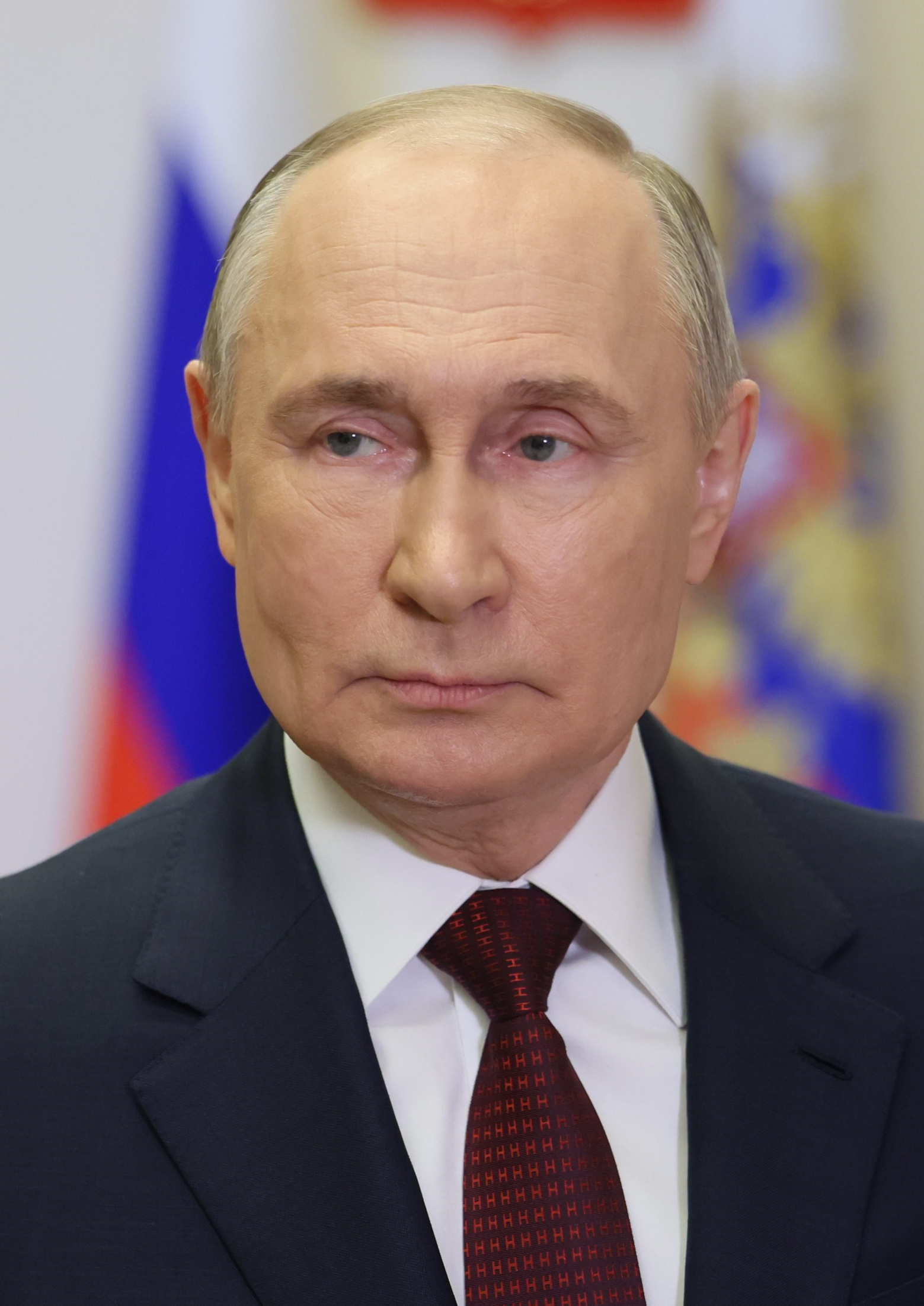
RUS Vladimir Putin, Präsident
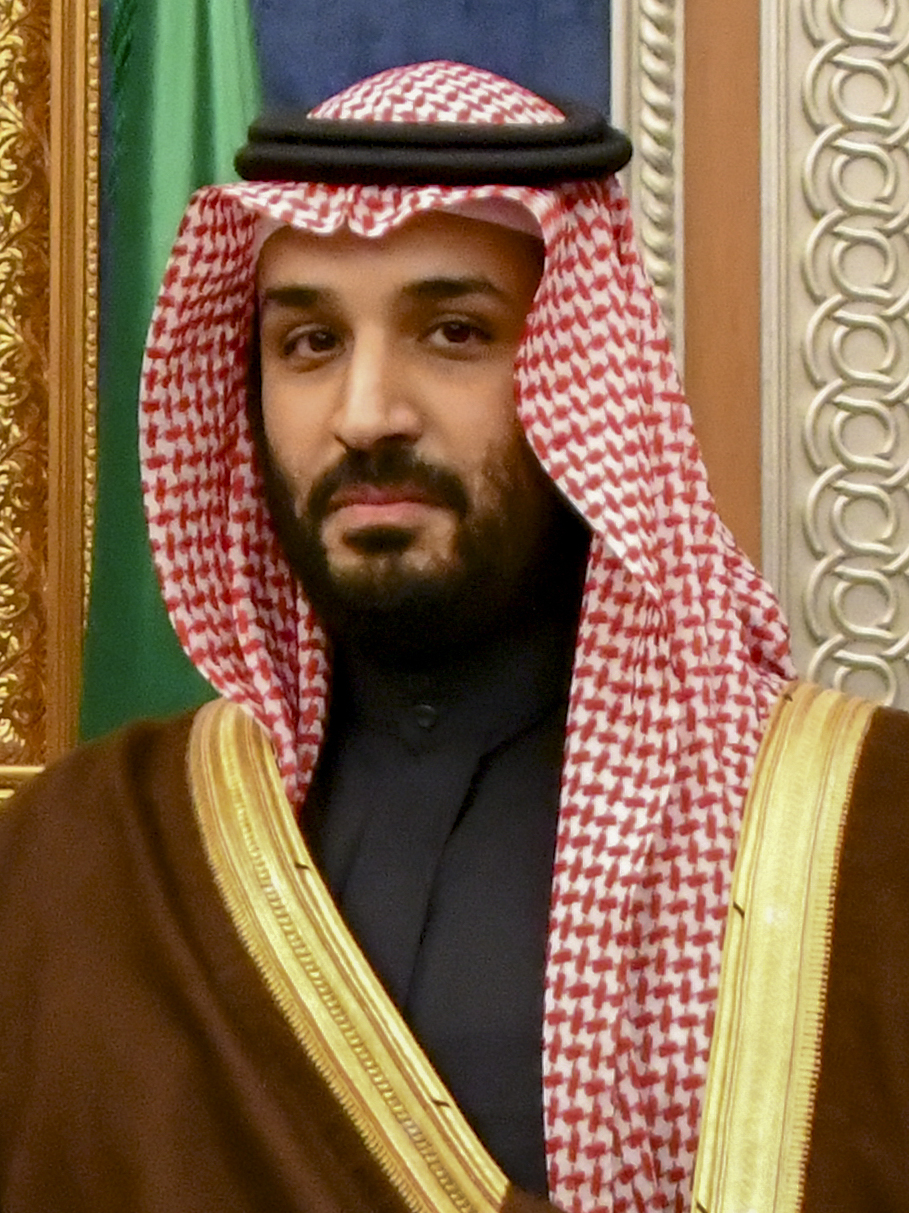
SAU Mohammed bin Salman, Kronprinz and Premierminister
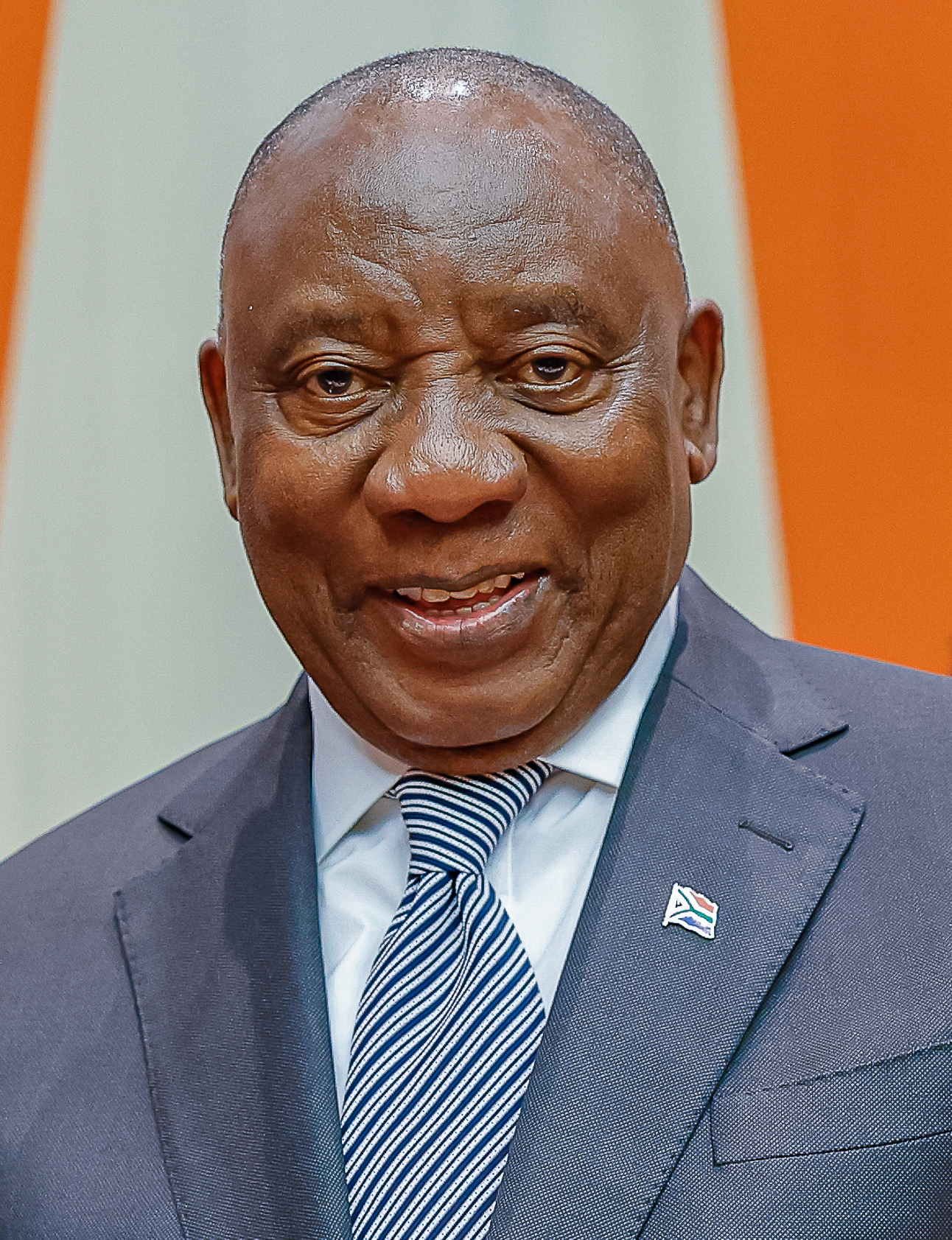
ZAF Cyril Ramaphosa, Präsident (Gastgeber)
KOR Wird in der Präsidentschaftswahl in Südkorea 2025 entschieden, Präsident
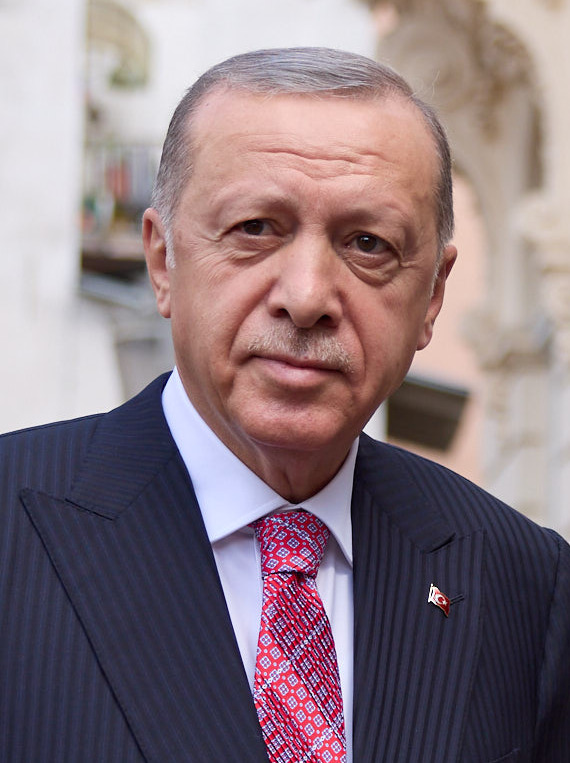
TUR Recep Tayyip Erdogan, Präsident
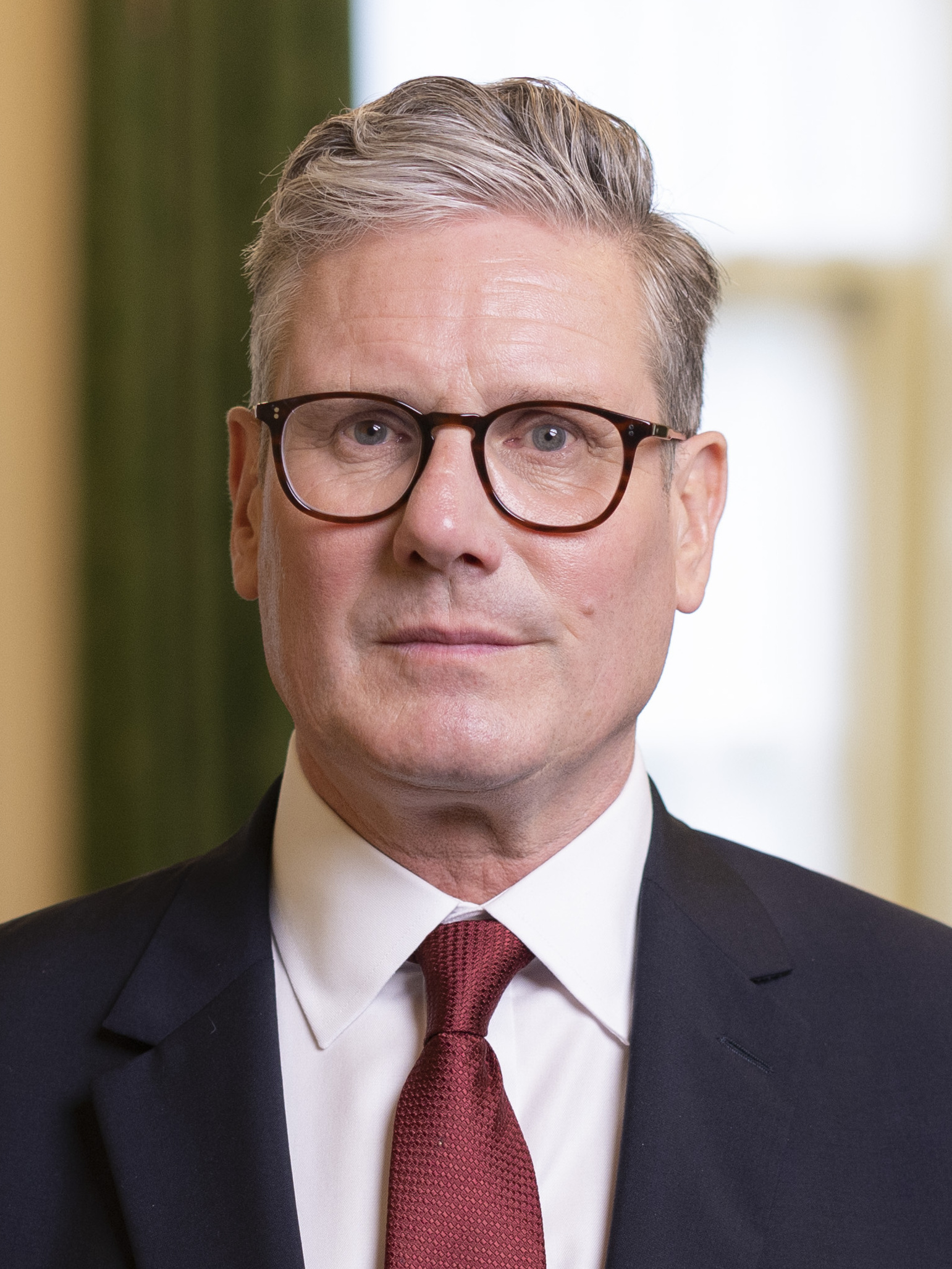
GBR Keir Starmer, Premierminister
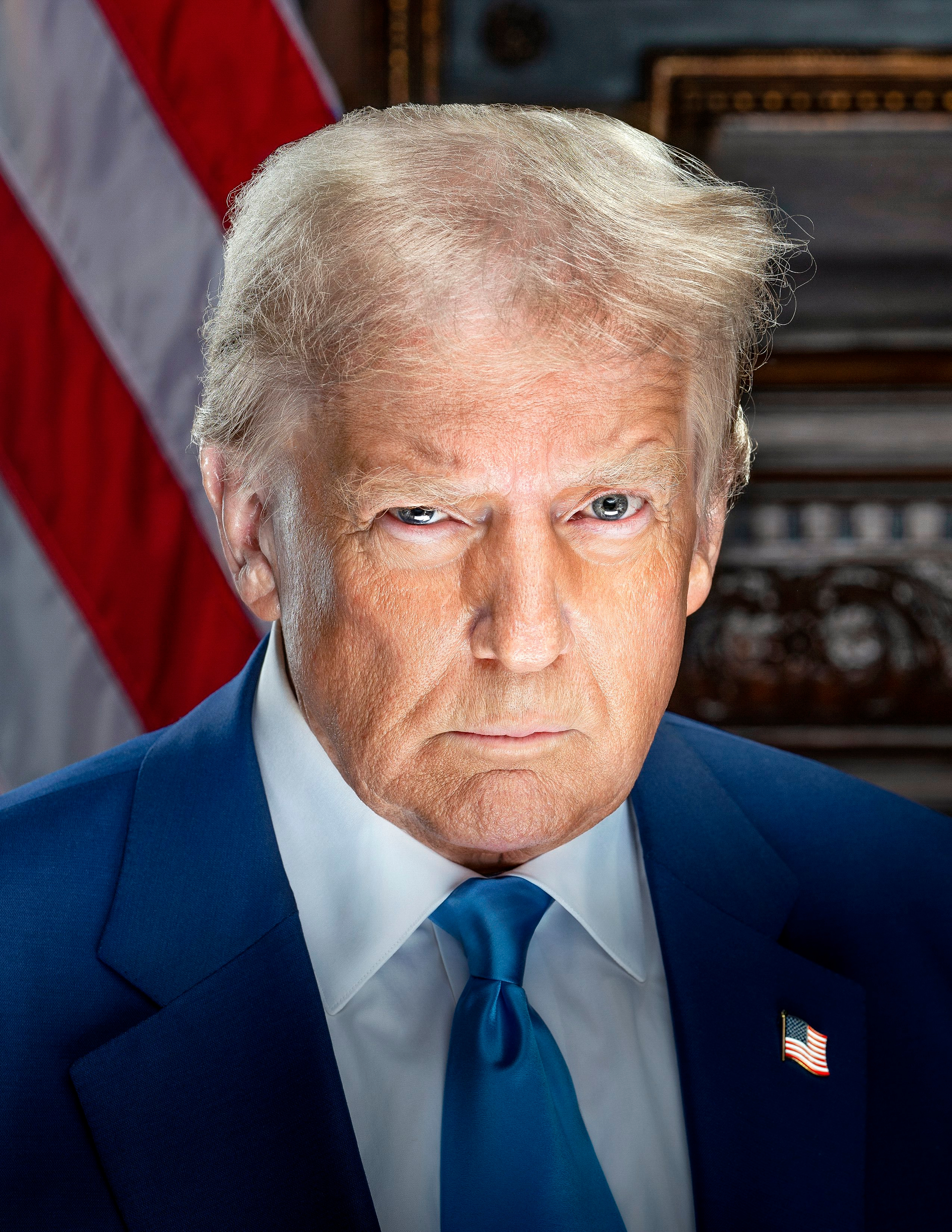
USA Donald Trump, Präsident
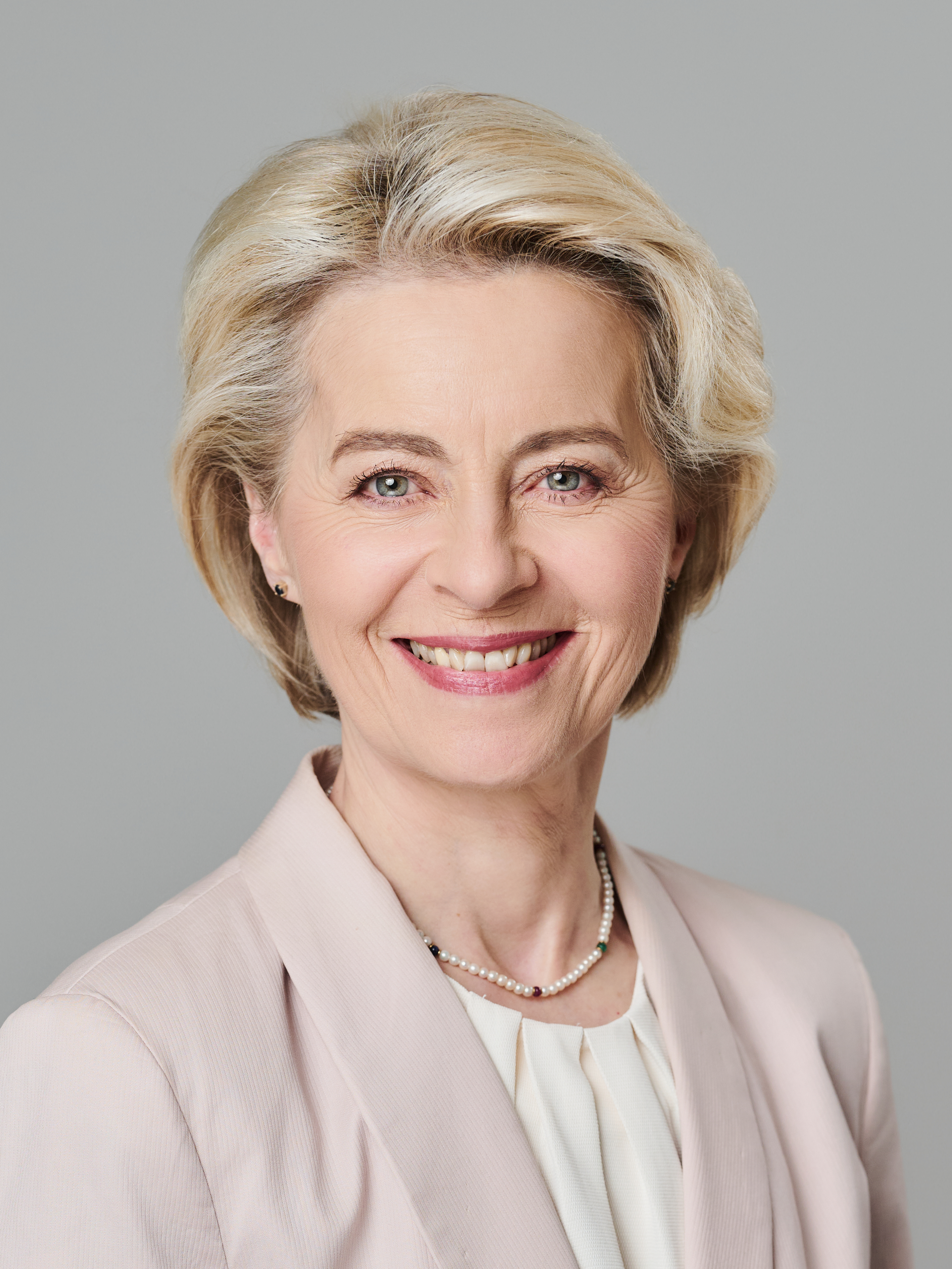
Ursula von der Leyen, Präsidentin der Europäischen Kommission
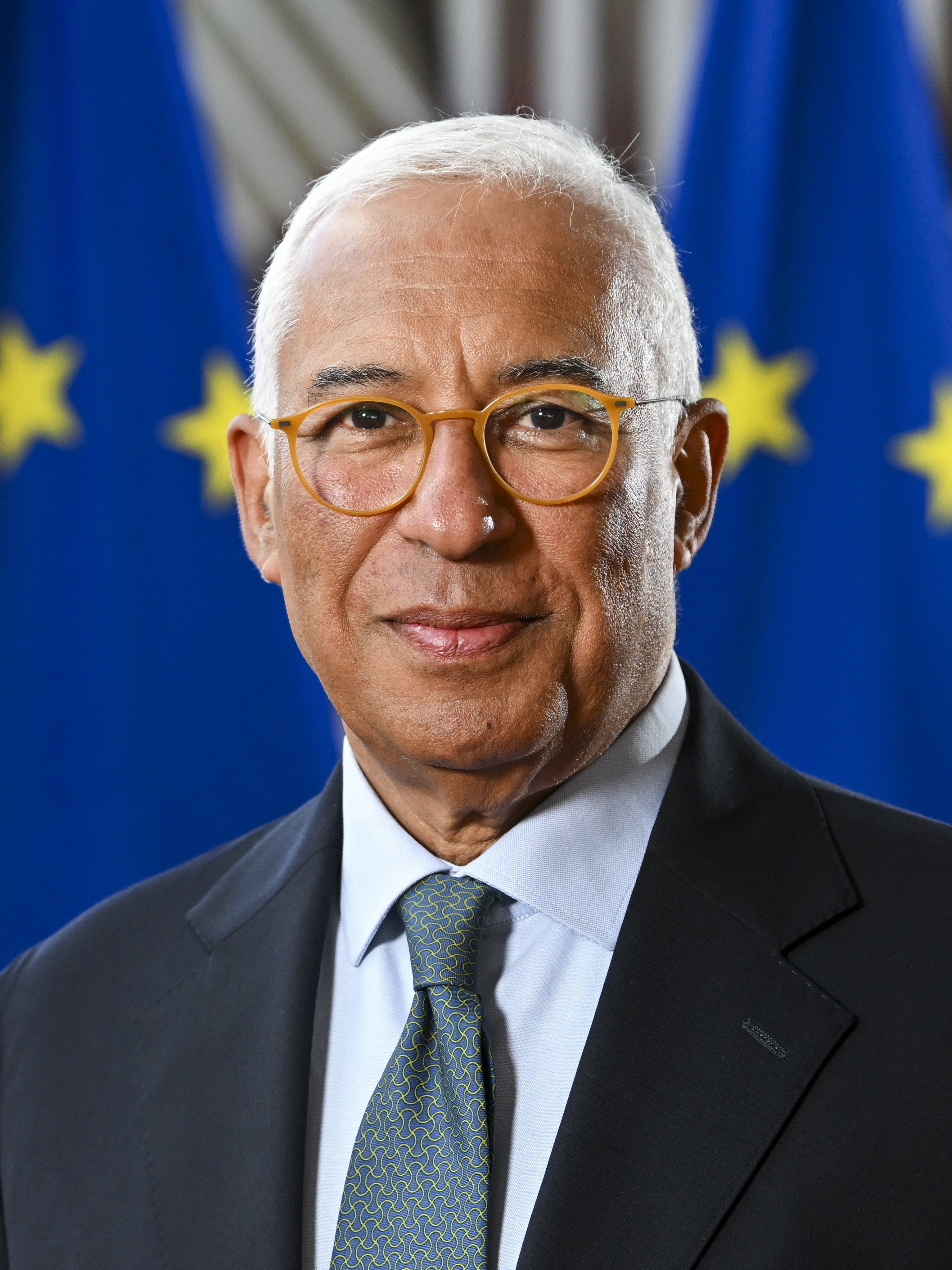
Antonio Costa, Präsident des Europäischen Rates
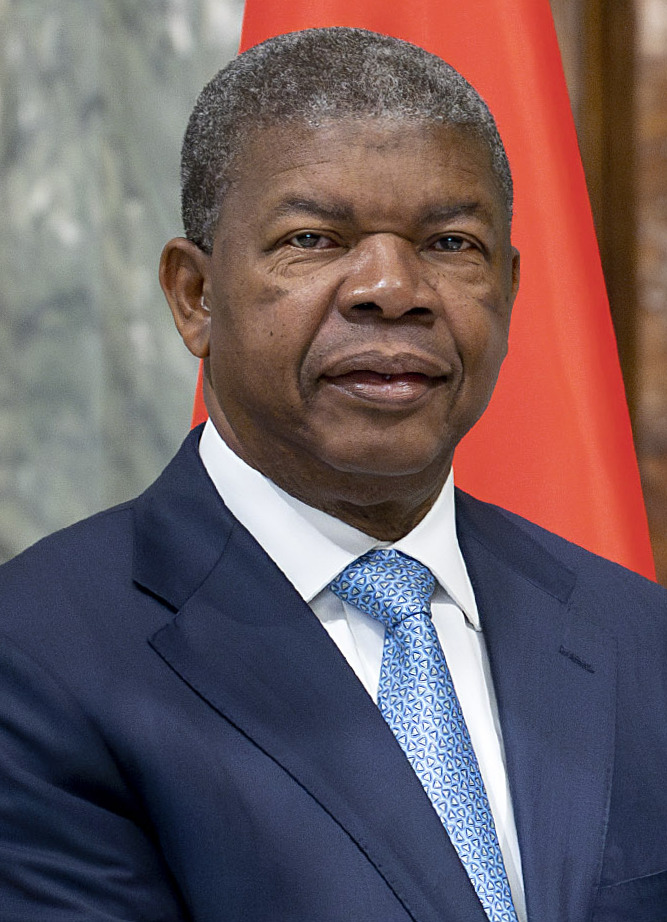
African Union João Lourenço, Vorsitzender der Afrikanischen Union

- Argentinien

Javier Milei, Präsident
- Australien

Anthony Albanese, Pemierminister
- Brasilien

Luiz Inácio Lula da Silva, Präsident
- Kanada

Mark Carney, Premierminister
- Volksrepublik China

Xi Jinping, Präsident
- Frankreich

Emmanuel Macron, Präsident
- Deutschland

Friedrich Merz
- Indien

Narendra Modi, Premierminister
- Indonesien

Prabowo Subianto, Präsident
- Italien

Giorgia Meloni, Preminerministerin
- Japan

Shigeru Ishiba, Premierminister
- Mexiko

Claudia Sheinbaum, Präsidentin
- Russland

Vladimir Putin, Präsident
- Saudi-Arabien

Mohammed bin Salman, Kronprinz and Premierminister
- Südafrika

Cyril Ramaphosa, Präsident (Gastgeber)
- Südkorea

Wird in der Präsidentschaftswahl in Südkorea 2025 entschieden,

Präsident
- Türkei

Recep Tayyip Erdogan, Präsident
- Vereinigtes Königreich

Keir Starmer, Premierminister
- Vereinigte Staaten

Donald Trump, Präsident
- Europäische Union

Ursula von der Leyen, Präsidentin der Europäischen Kommission
- Europäische Union

Antonio Costa, Präsident des Europäischen Rates
- African Union

João Lourenço, Vorsitzender der Afrikanischen Union

## Eingeladene Gäste
Die folgenden Staatsführer wurden zum Summit eingeladen:

DNK Mette Frederiksen, Premierministerin
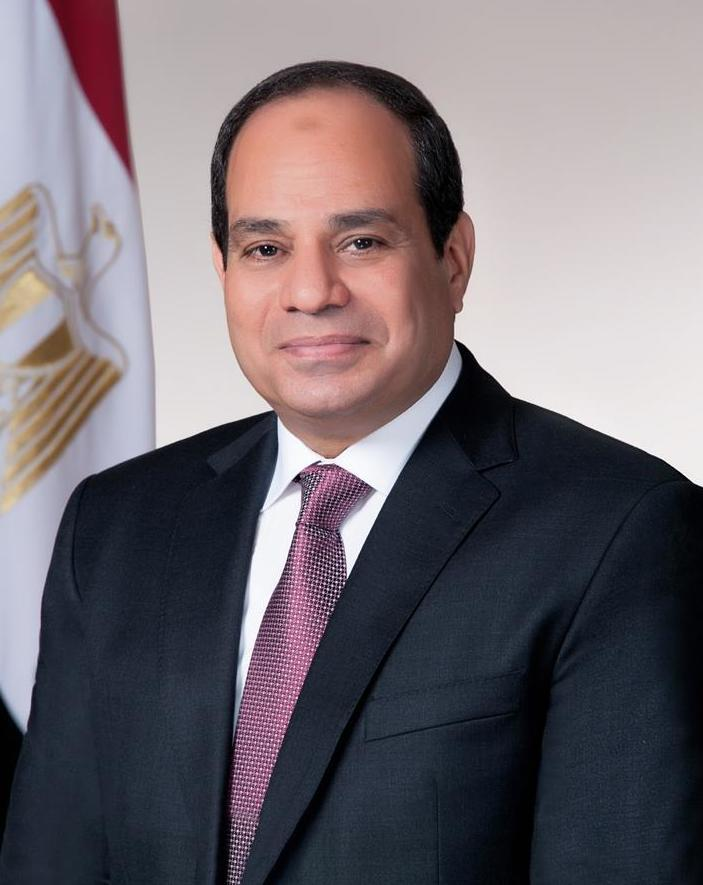
EGY Abdel Fattah el-Sisi, Präsident
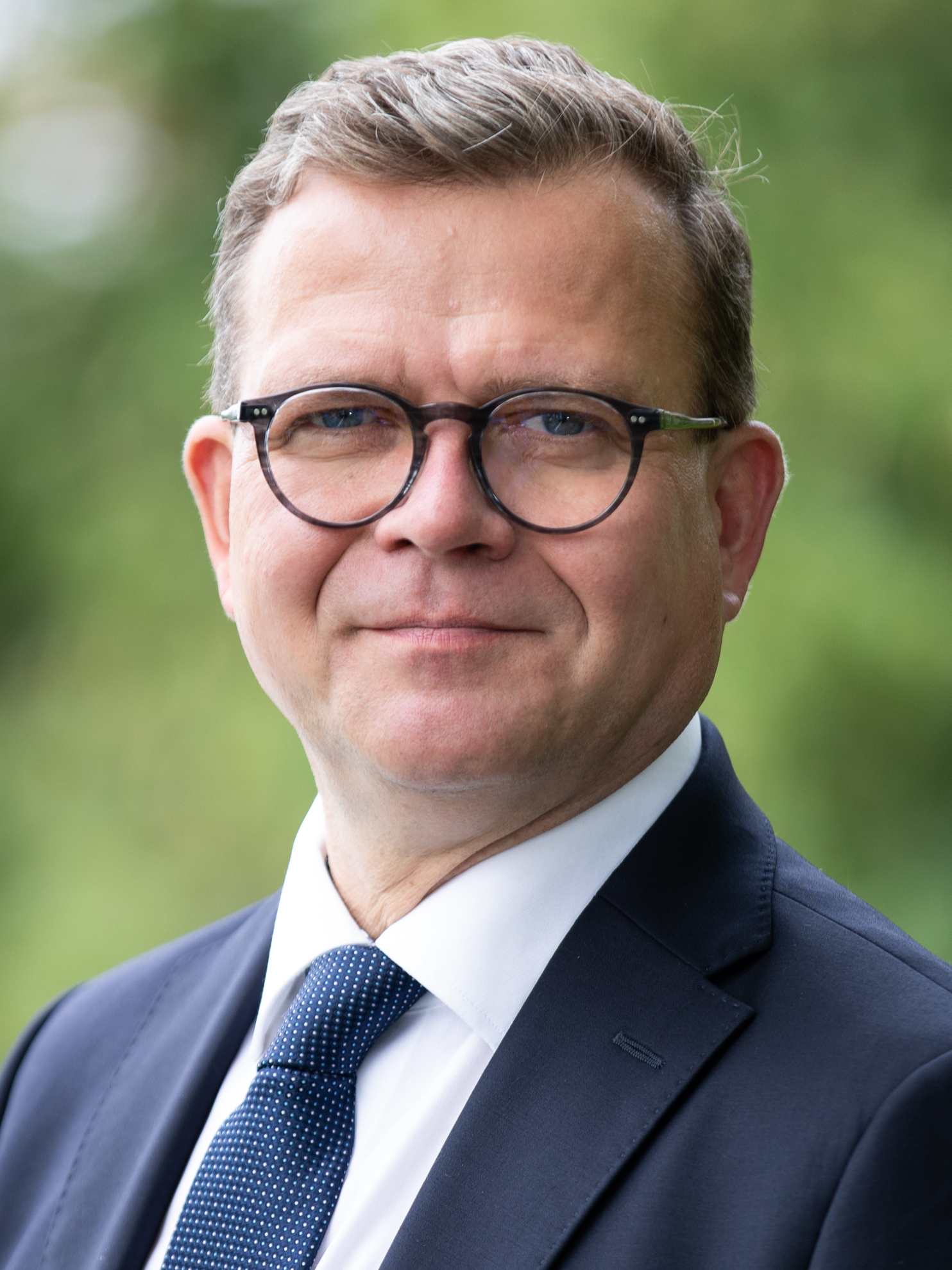
FIN Petteri Orpo, Premierminister
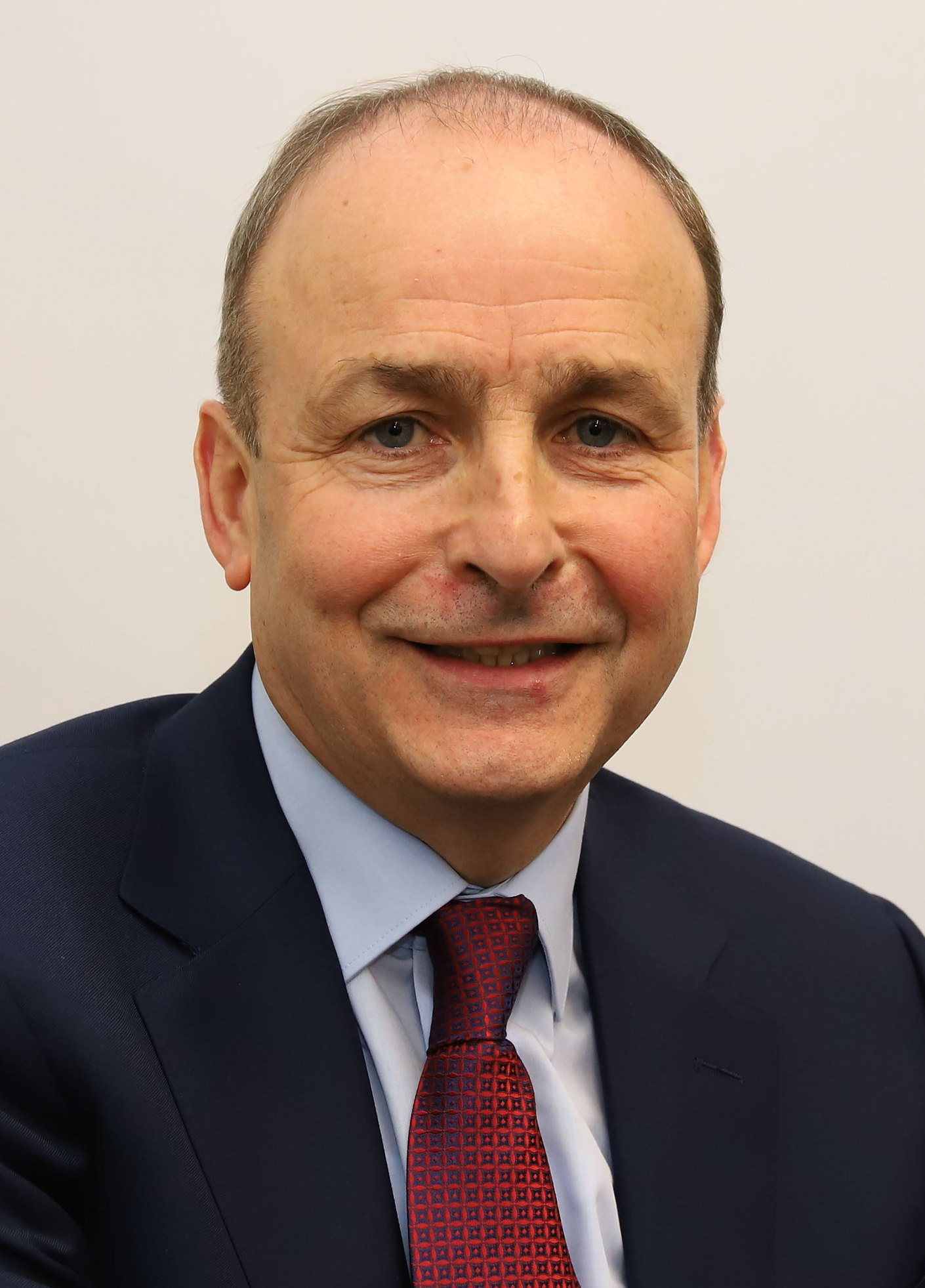
IRL Micheál Martin, Taoiseach
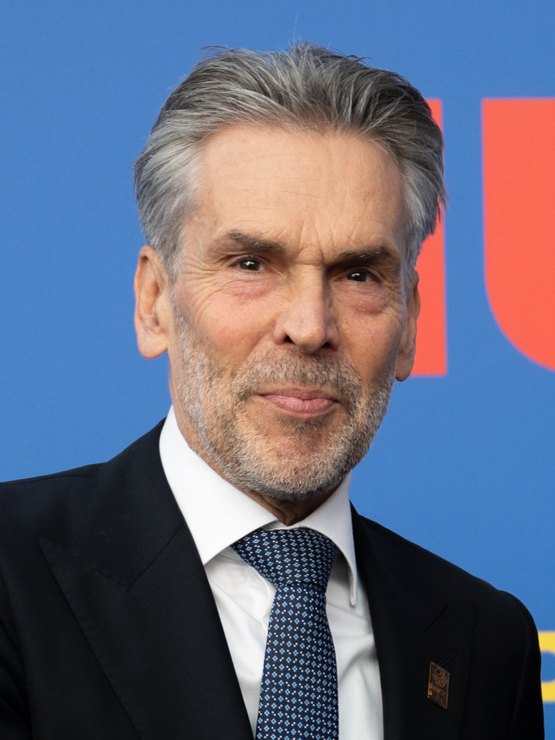
NLD Dick Schoof, Premierminister
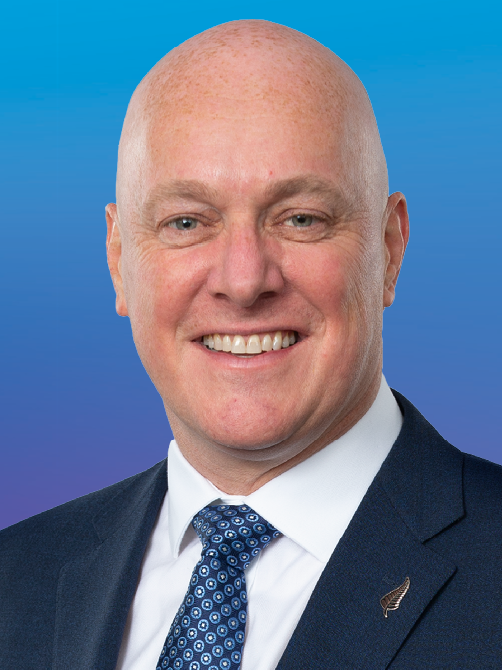
NZL Christopher Luxon, Premierminister
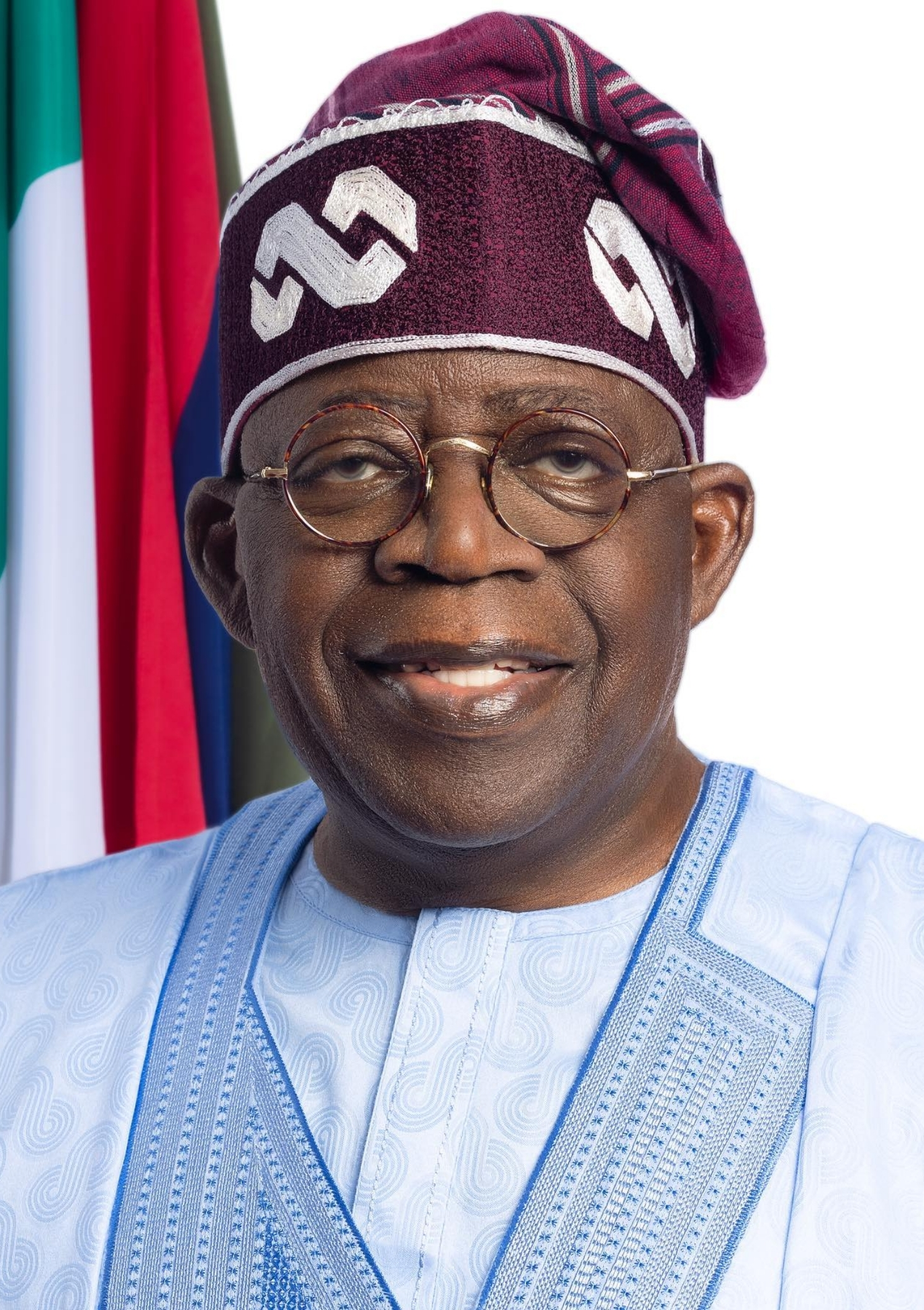
NGA Bola Tinubu, Präsident
NOR Subject to 2025 Norwegian parliamentary election, Premierminister
PRT Gegenstand der Parlamentswahl in Portugal 2025, Premierminister
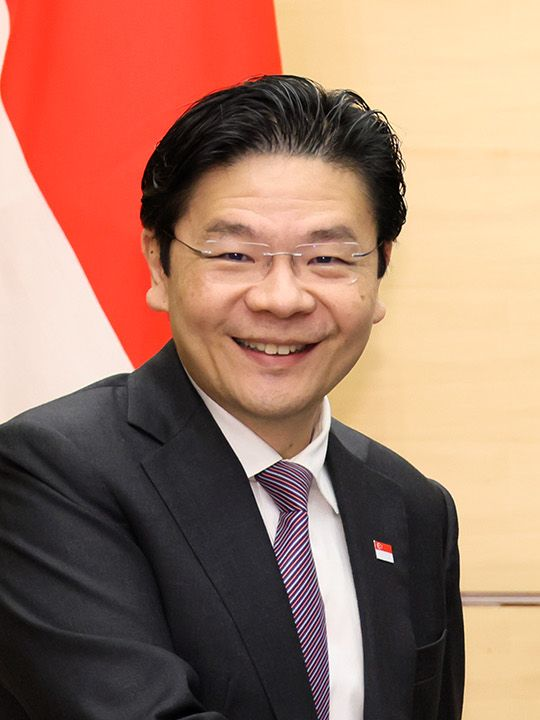
SGP Lawrence Wong, Premierminister
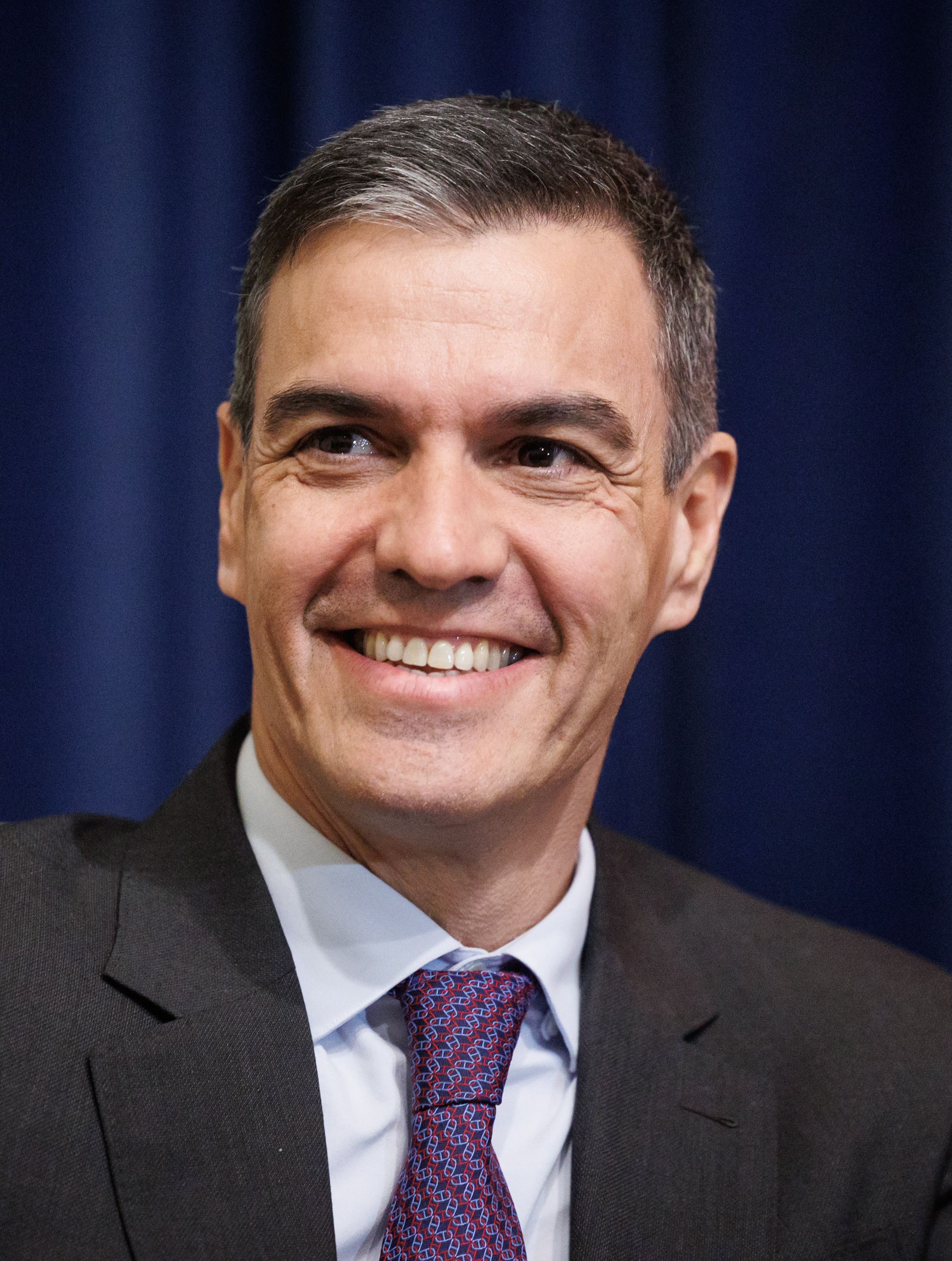
ESP Pedro Sánchez, Premierminister
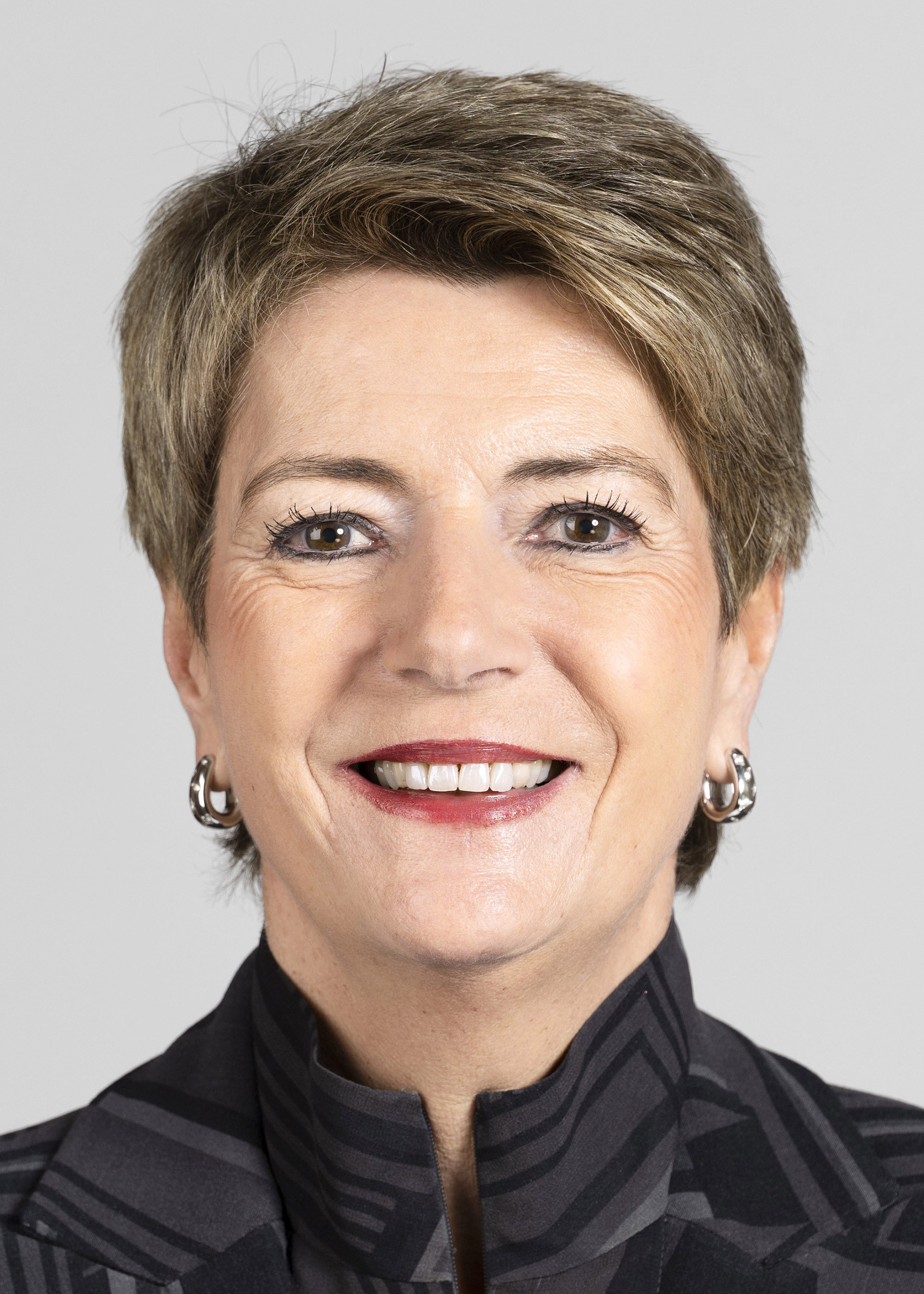
CHE Karin Keller-Sutter, Präsidentin
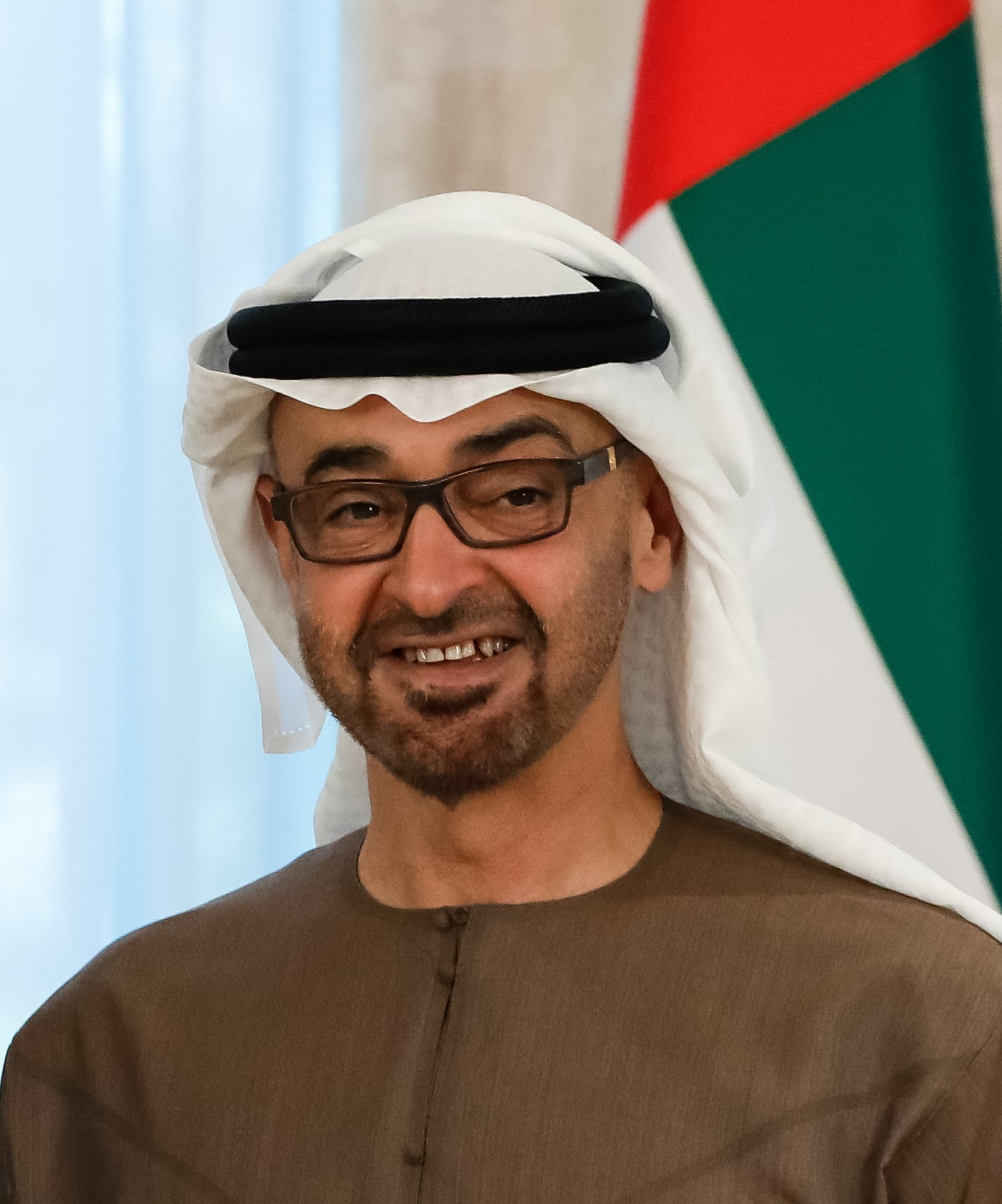
ARE Mohamed bin Zayed Al Nahyan, Präsident

- Dänemark

 Mette Frederiksen, Premierministerin
- Ägypten

Abdel Fattah el-Sisi, Präsident
- Finnland

Petteri Orpo, Premierminister
- Irland

Micheál Martin, Taoiseach
- Niederlande

Dick Schoof, Premierminister
- Neuseeland

Christopher Luxon, Premierminister
- Nigeria

Bola Tinubu, Präsident
- Norwegen

Subject to 2025 Norwegian parliamentary election, Premierminister
- Portugal

Gegenstand der Parlamentswahl in Portugal 2025, Premierminister
- Singapur

Lawrence Wong, Premierminister
- Spanien

Pedro Sánchez, Premierminister
- Schweiz

Karin Keller-Sutter, Präsidentin
- Vereinigte Arabische Emirate

Mohamed bin Zayed Al Nahyan, Präsident

## Eingeladene Organisationen
Die folgenden Führungspersonen von Organisationen wurden zum Summit eingeladen:

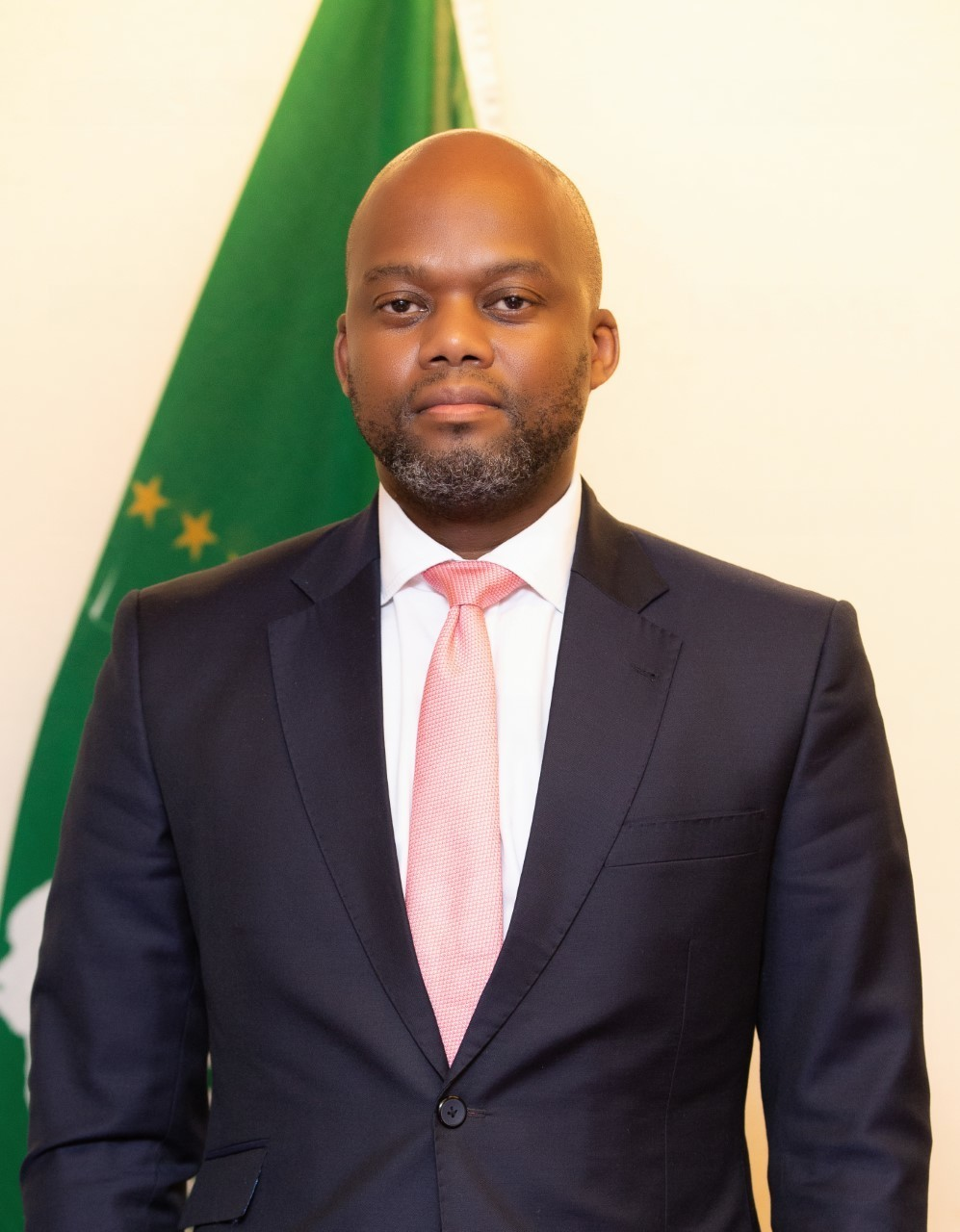
African Continental Free Trade Area
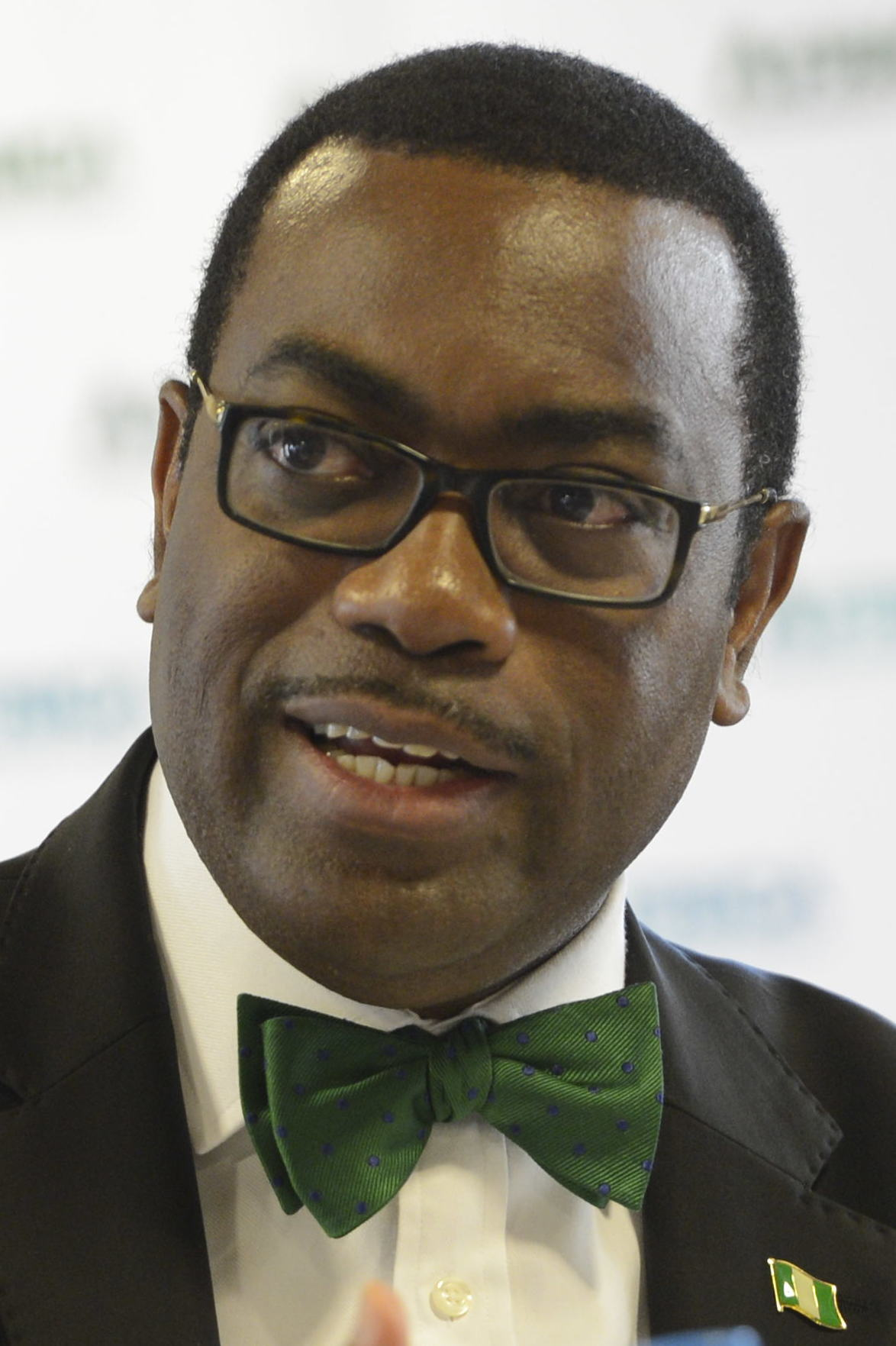
Afrikanische Entwicklungsbank Akinwumi Adesina, Präsident
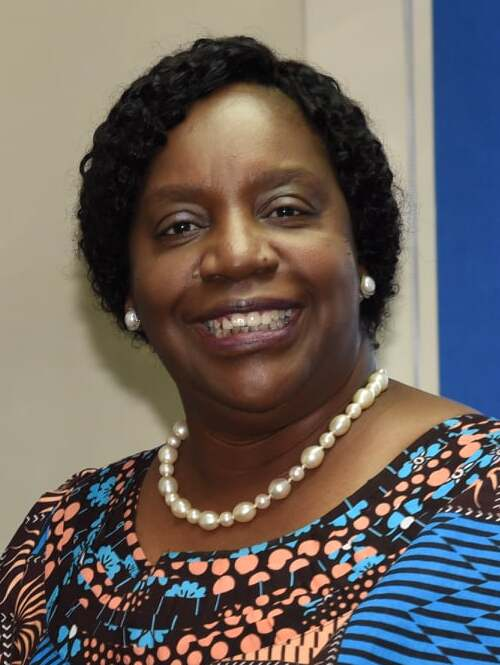
Gemeinsamer Markt für das Östliche und Südliche Afrika Chileshe Kapwepwe, Generalsekretärin
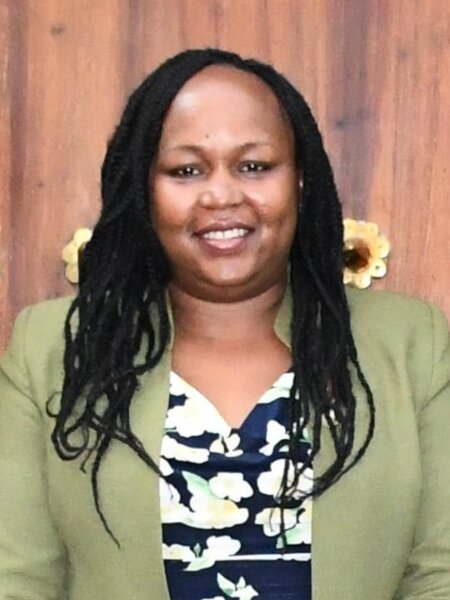
Ostafrikanische Gemeinschaft Veronica Nduva, Generalsekretäärin
Zentralafrikanische Wirtschaftsgemeinschaft Gilberto Da Piedade Verissimo, Kommissions-Präsident
Westafrikanische Wirtschaftsgemeinschaft 2025 Chairman
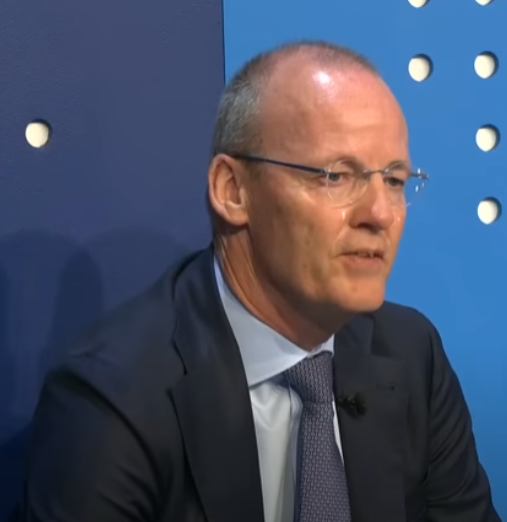
Financial Stability Board Klaas Knot, Chair
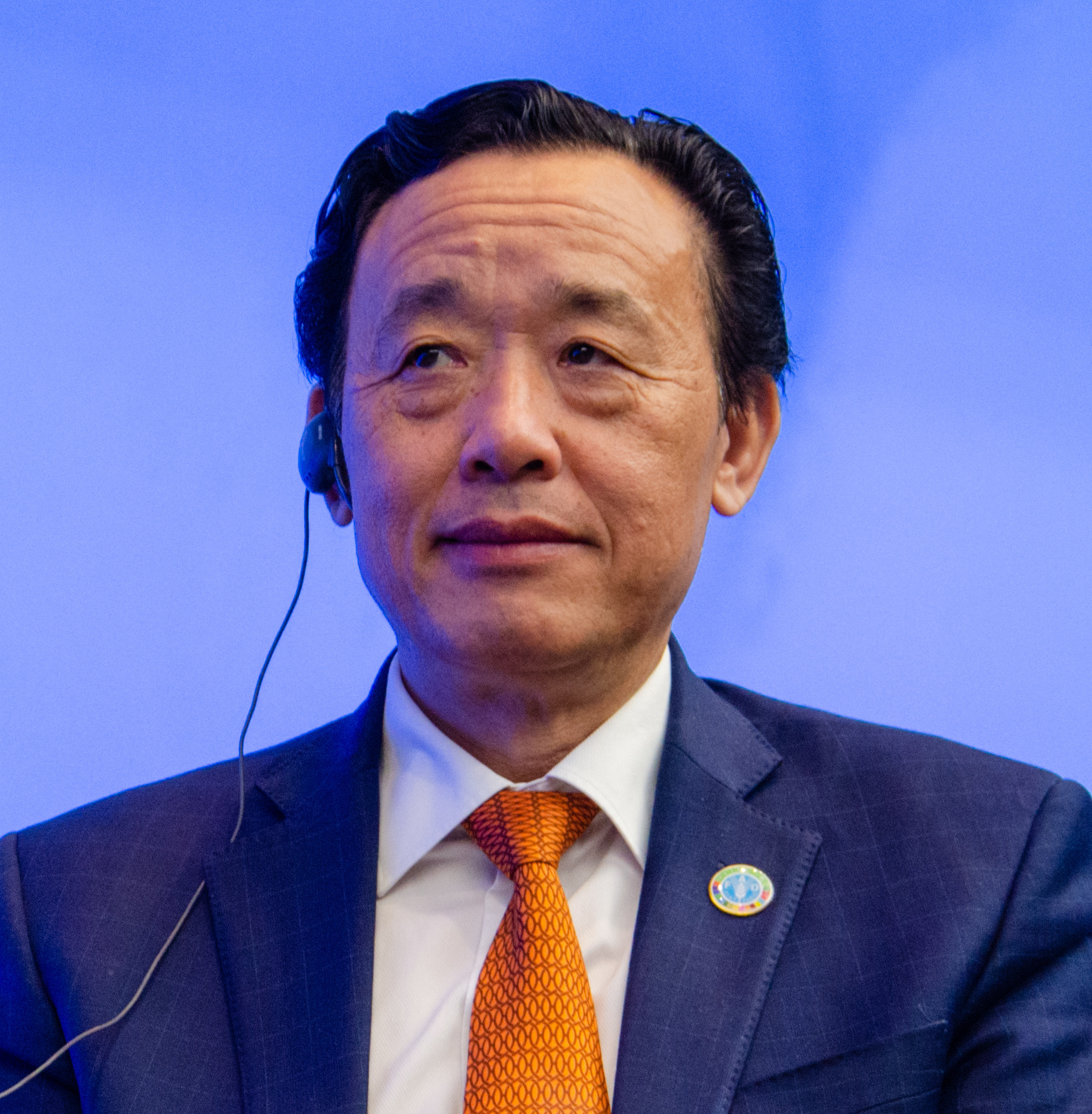
Ernährungs- und Landwirtschaftsorganisation der Vereinten Nationen Qu Dongyu, Generaldirektor
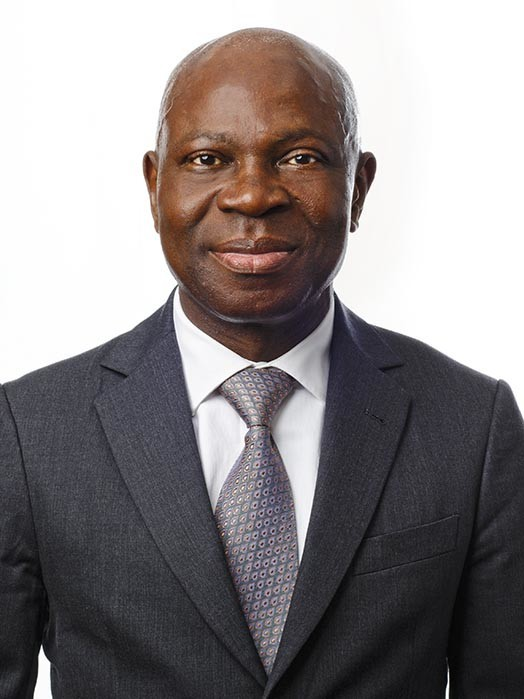
Internationale Arbeitsorganisation Gilbert Houngbo, Generaldirektor
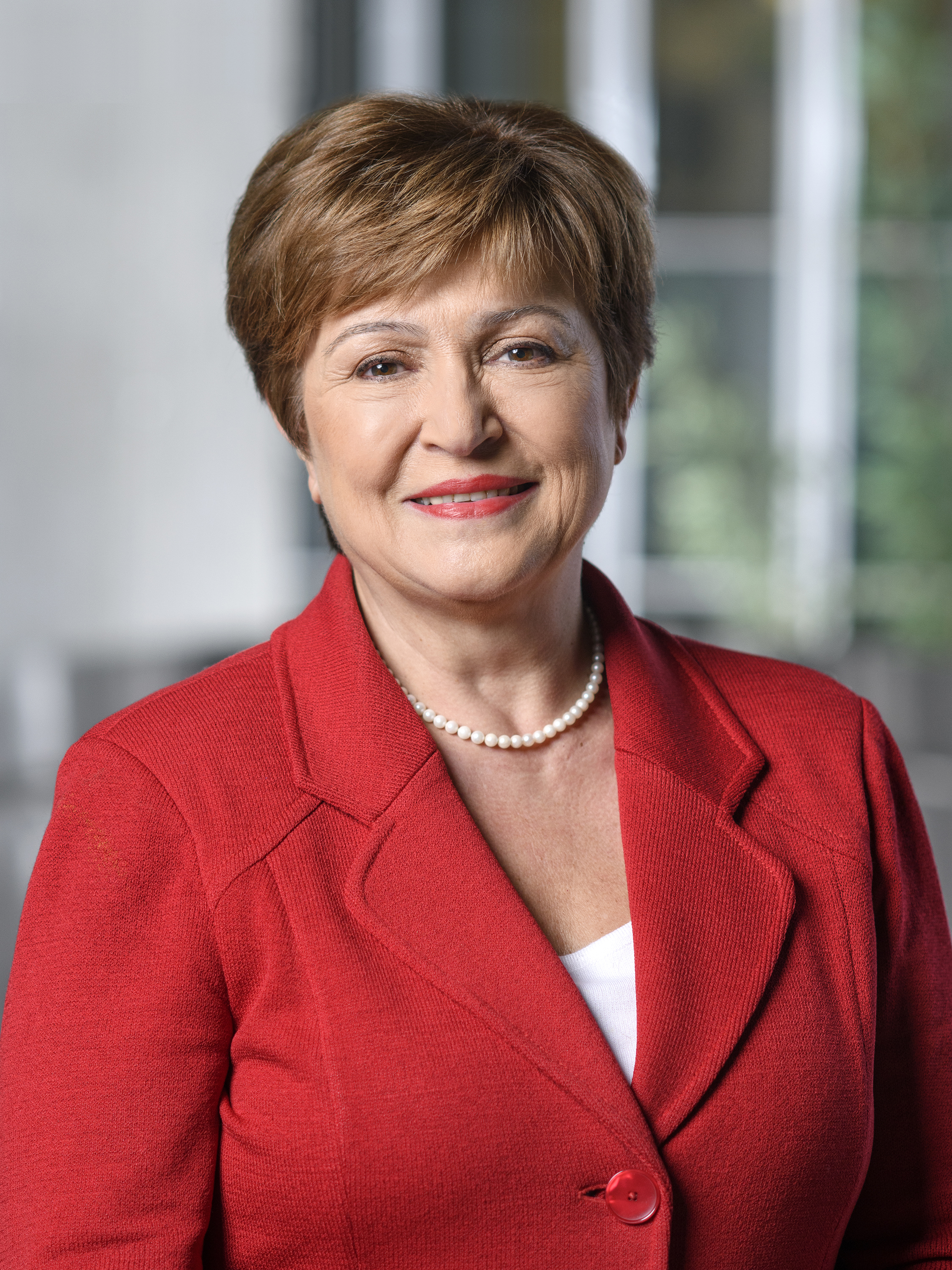
Internationaler Währungsfonds Kristalina Georgieva, Geschäftsführerin
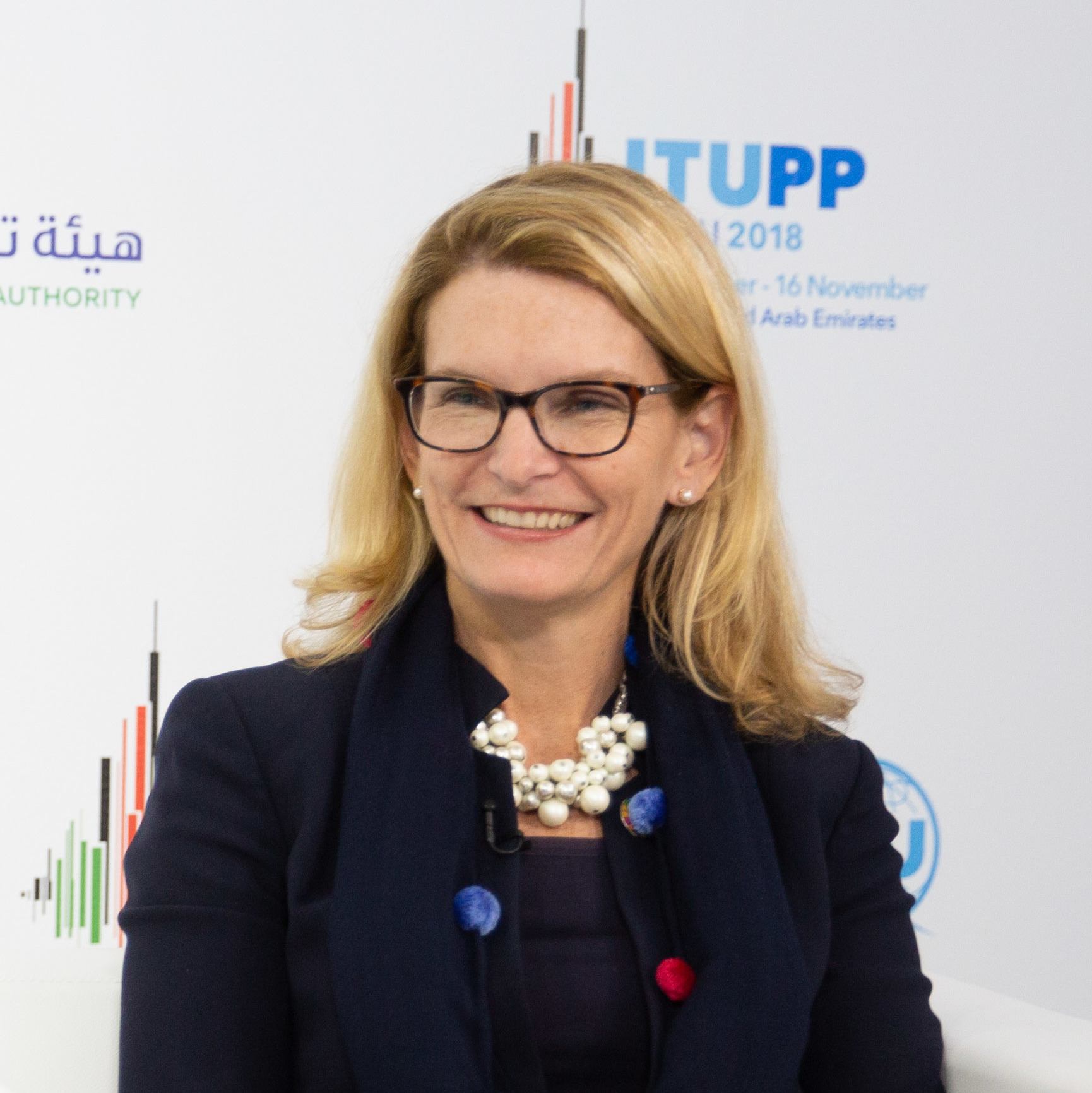
Internationale Fernmeldeunion Doreen Bogdan-Martin, General-Sekretärin
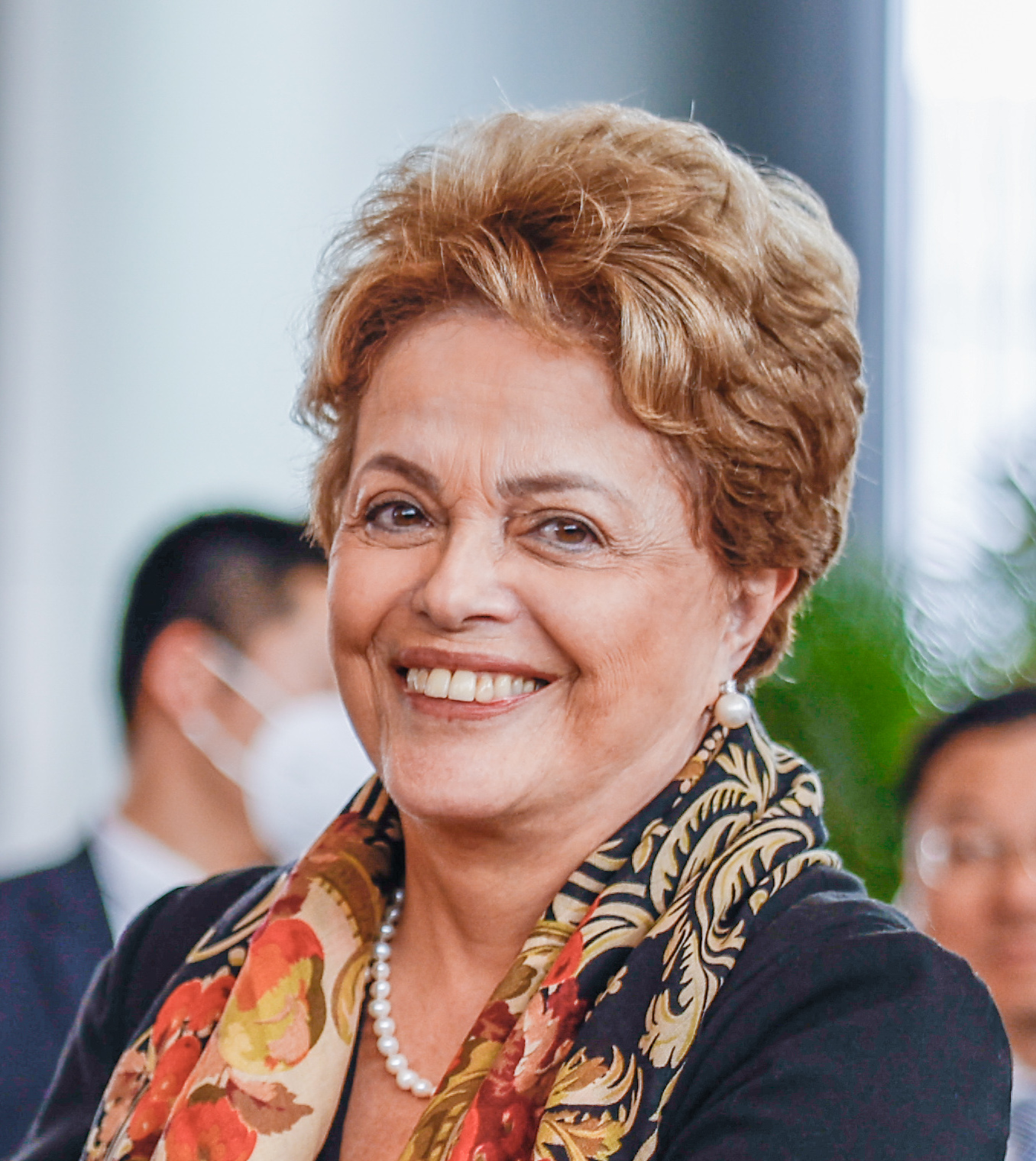
New Development Bank Dilma Rousseff, Präsidentin
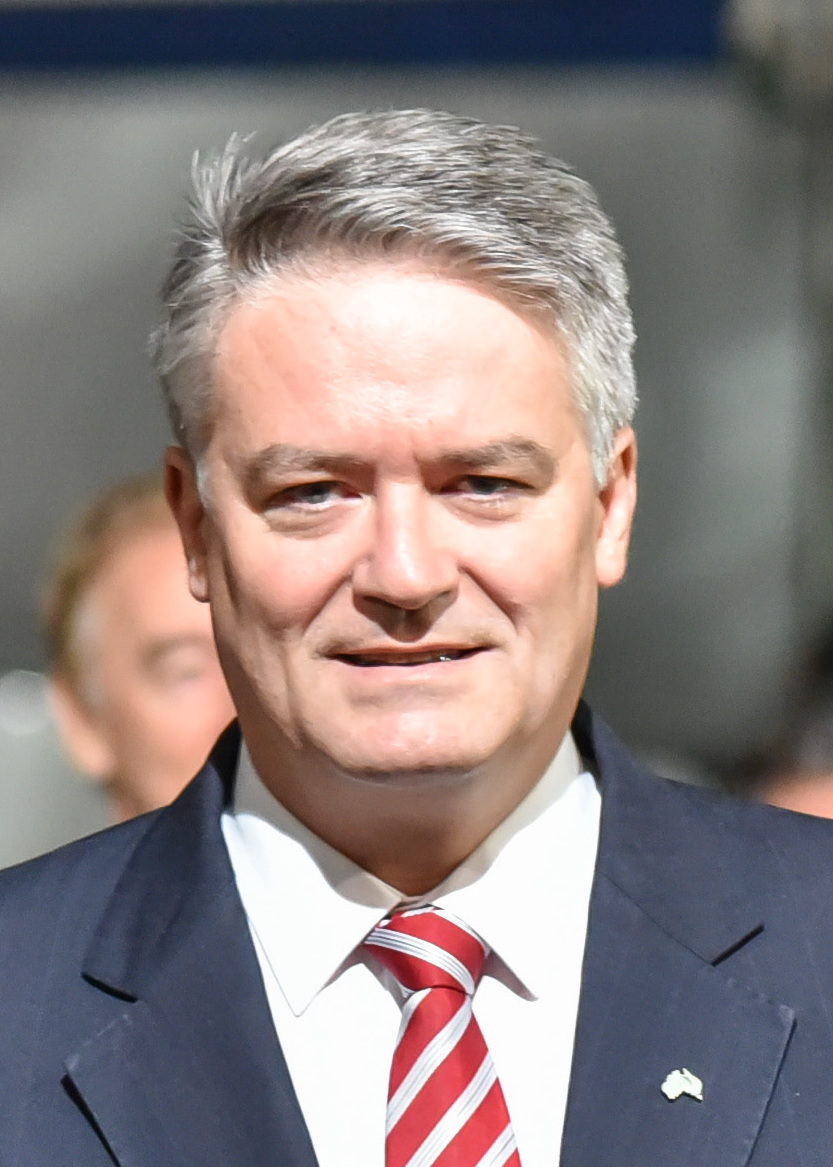
Organisation für wirtschaftliche Zusammenarbeit und Entwicklung Mathias Cormann, Generalsekretär
South Centre Carlos M. Correa, CEO
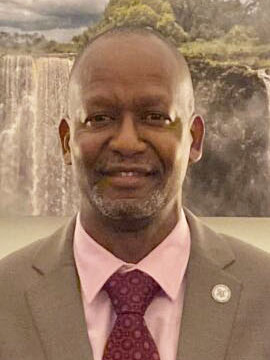
Entwicklungsgemeinschaft des südlichen Afrika Elias Magosi, Exekutierender Sekretär
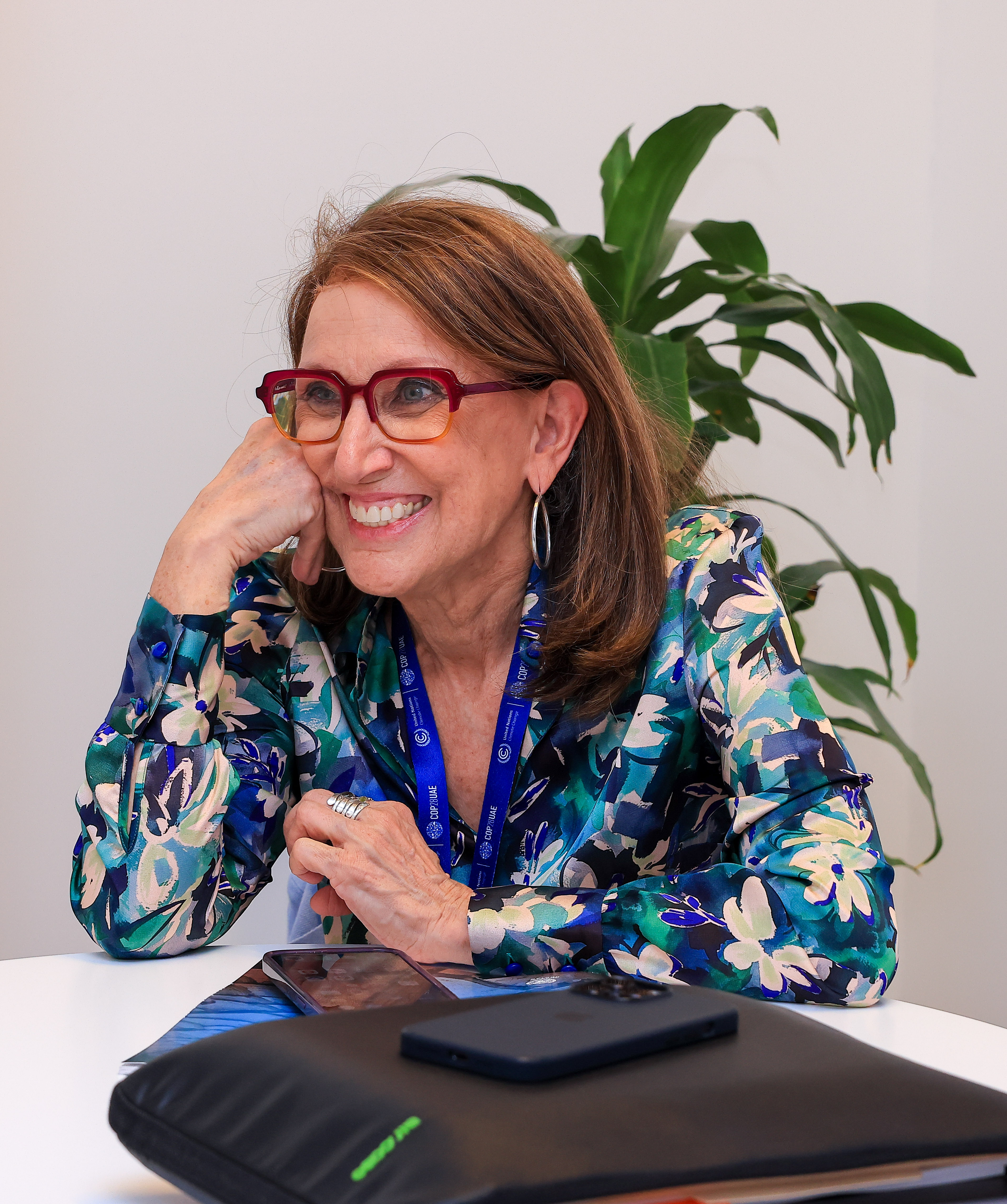
UN Trade and Development Rebeca Grynspan, Generalsekretär
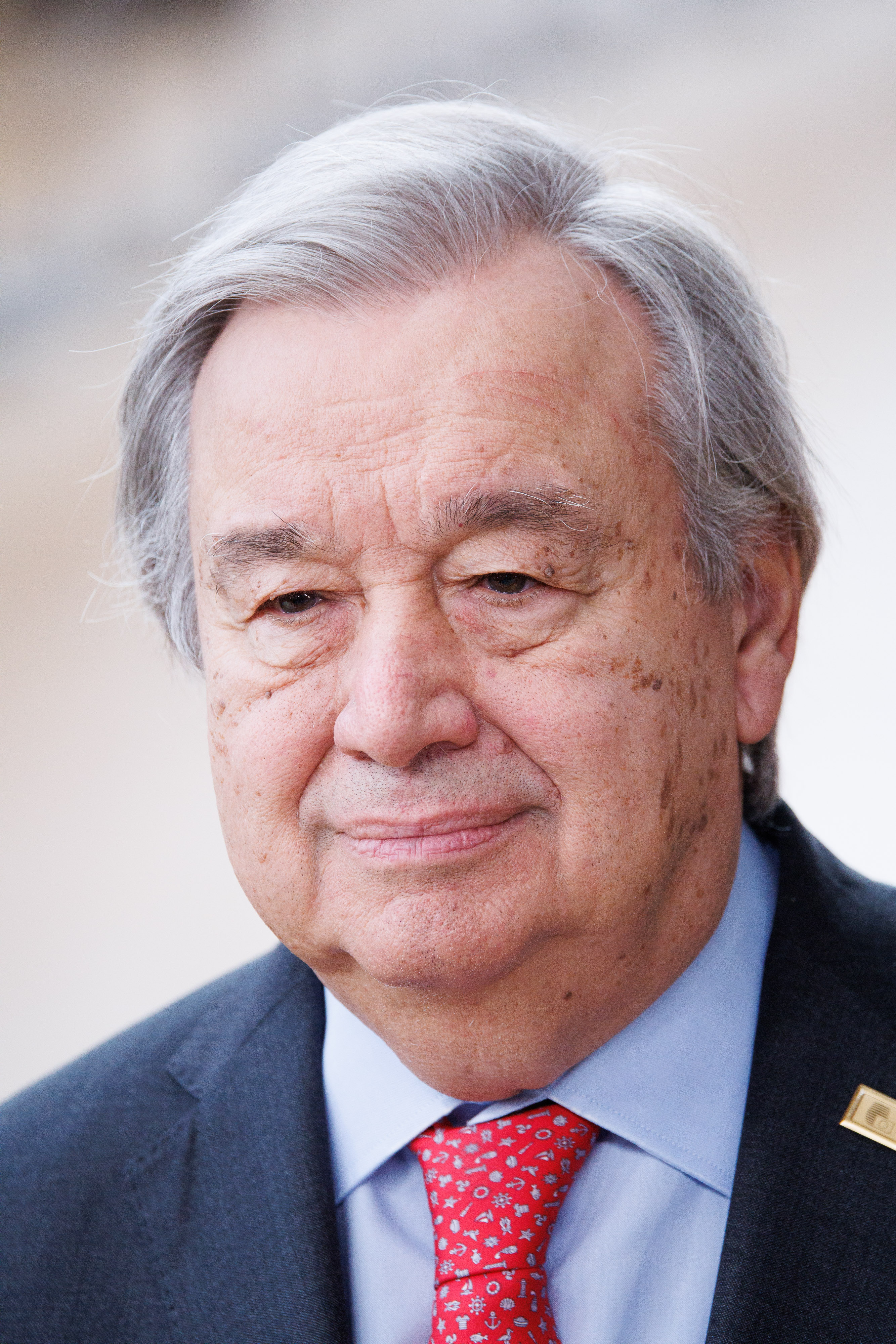
United Nations António Guterres, Generalsekretär
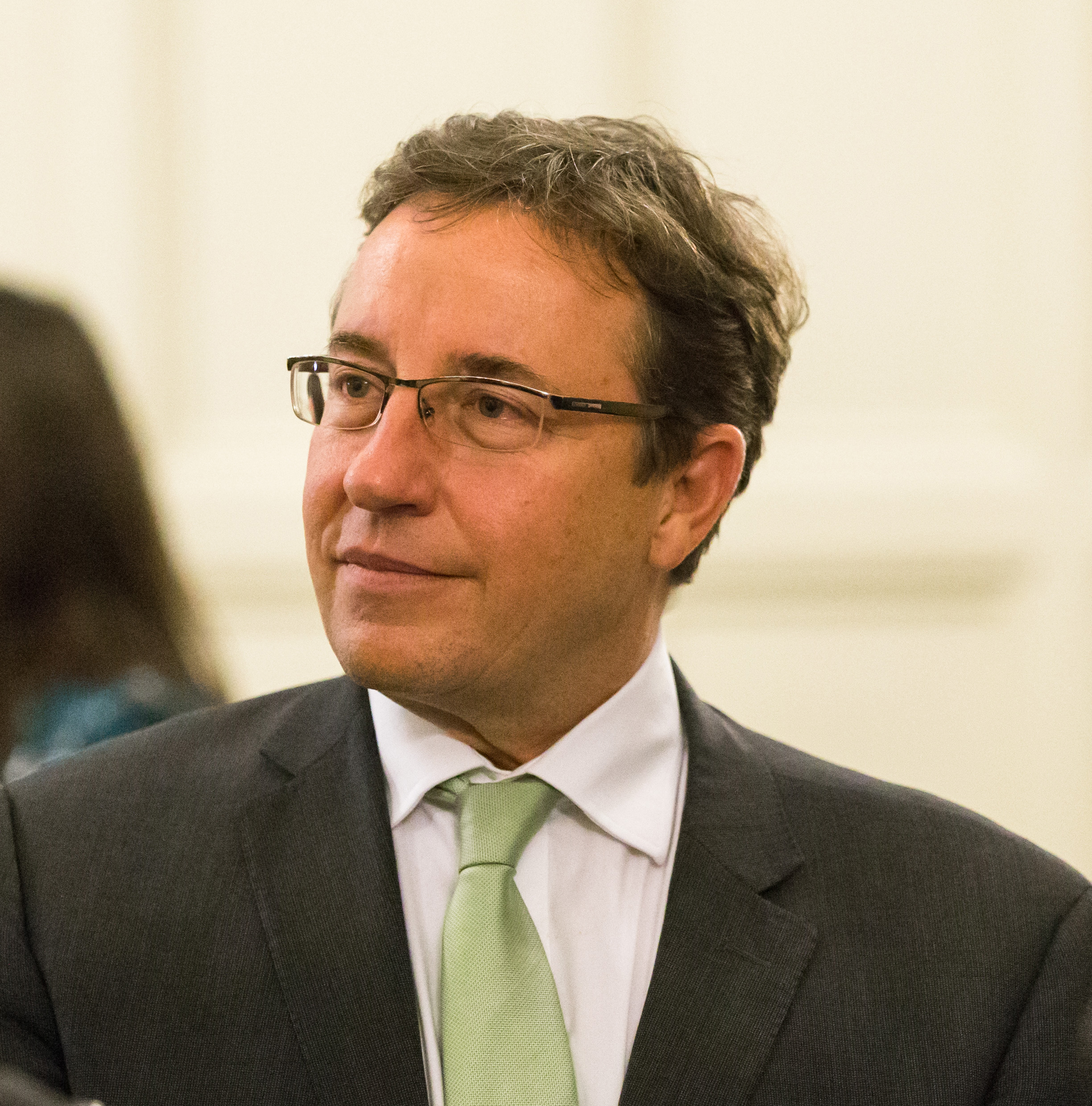
United Nations Development Programme Achim Steiner, Administrator
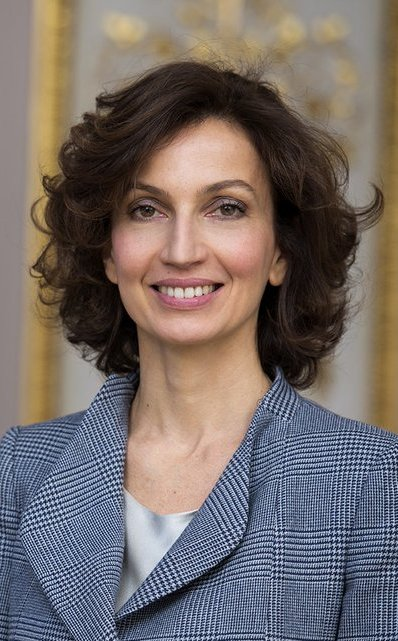
United Nations Educational, Scientific and Cultural Organization Audrey Azoulay, General-Direktor
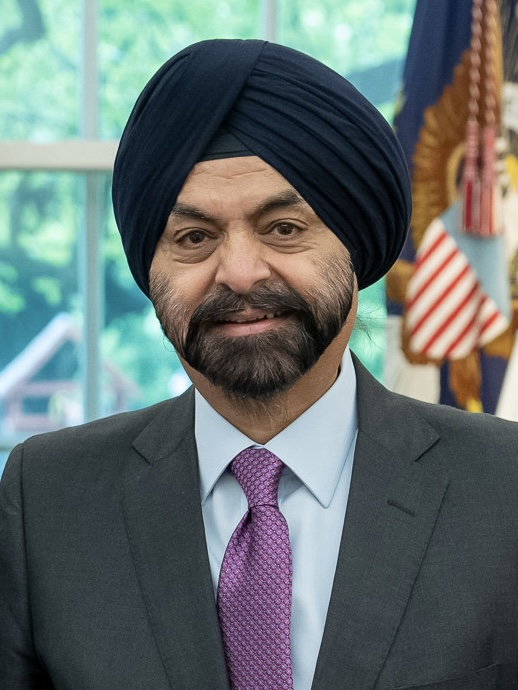
Weltbank Ajay Banga, Präsident
Weltzollorganisation Ian Saunders, General-Sekretär
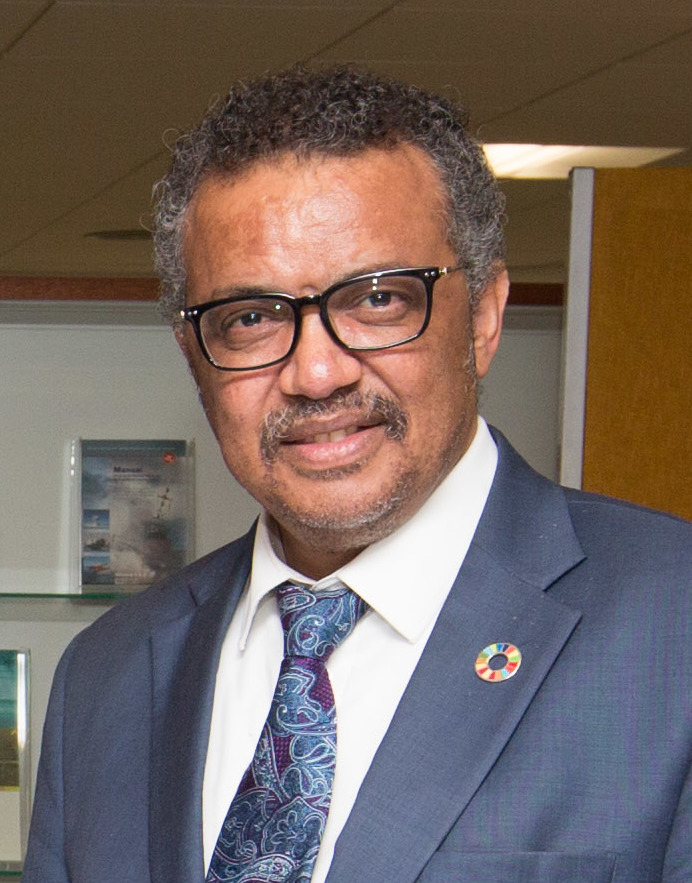
Weltgesundheitsorganisation Tedros Adhanom Ghebreyesus, General-Direktor
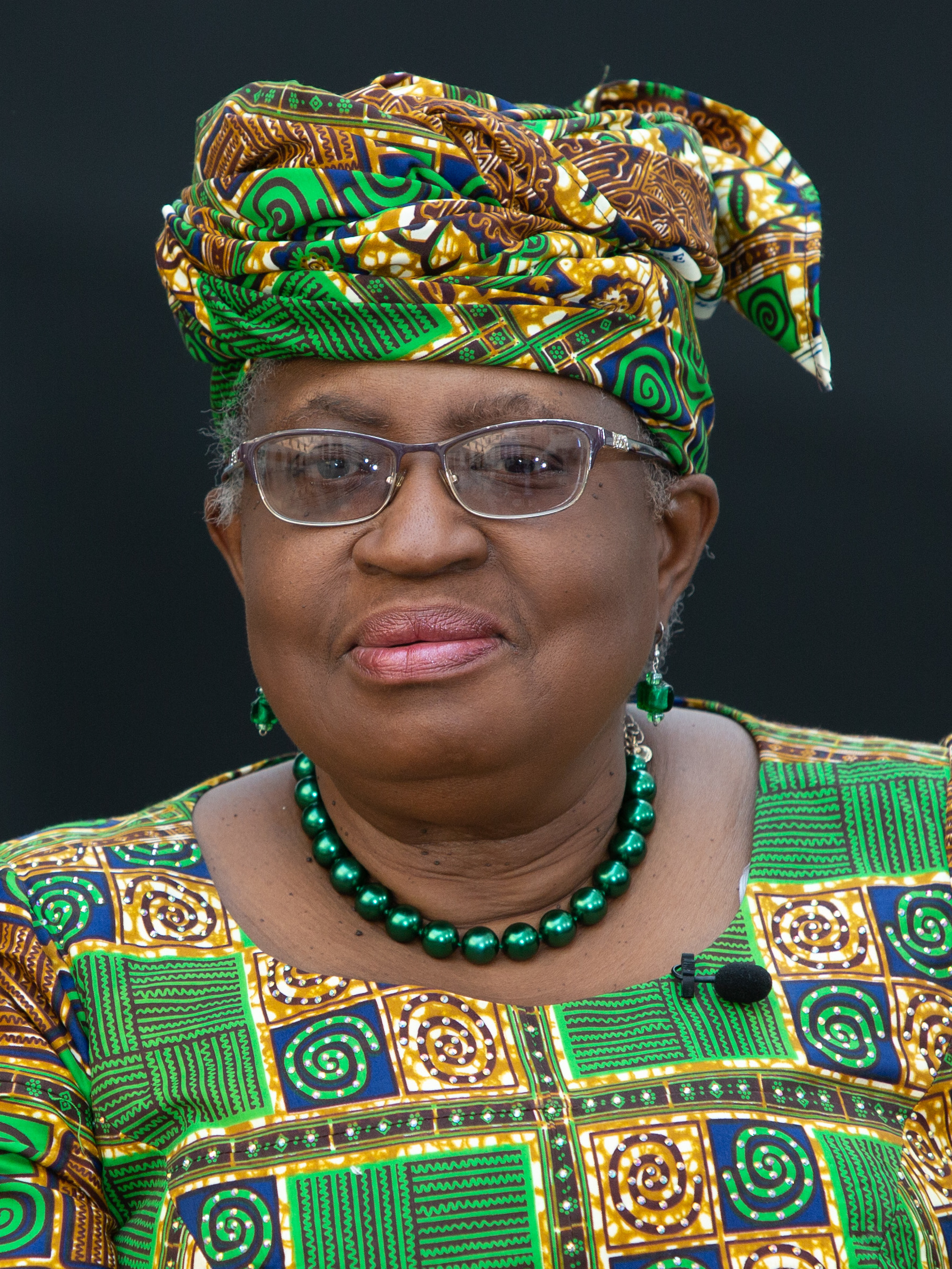
Welthandelsorganisation Ngozi Okonjo-Iweala, General-Direktorir

Wamkele Mene, Generalsekretär
- Afrikanische Entwicklungsbank

Akinwumi Adesina, Präsident
- Gemeinsamer Markt für das Östliche und Südliche Afrika

Chileshe Kapwepwe, Generalsekretärin
- Ostafrikanische Gemeinschaft

Veronica Nduva, Generalsekretäärin
- Zentralafrikanische Wirtschaftsgemeinschaft

Gilberto Da Piedade Verissimo, Kommissions-Präsident
- Westafrikanische Wirtschaftsgemeinschaft

2025 Chairman
- Financial Stability Board

Klaas Knot, Chair
- Ernährungs- und Landwirtschaftsorganisation der Vereinten Nationen

 Qu Dongyu, Generaldirektor
- Internationale Arbeitsorganisation

 Gilbert Houngbo, Generaldirektor
- Internationaler Währungsfonds

Kristalina Georgieva, Geschäftsführerin
- Internationale Fernmeldeunion 

Doreen Bogdan-Martin, General-Sekretärin
- New Development Bank

 Dilma Rousseff, Präsidentin
- Organisation für wirtschaftliche Zusammenarbeit und Entwicklung

 Mathias Cormann, Generalsekretär
- South Centre

Carlos M. Correa, CEO
- Entwicklungsgemeinschaft des südlichen Afrika

Elias Magosi, Exekutierender Sekretär
- UN Trade and Development

 Rebeca Grynspan, Generalsekretär
- United Nations

 António Guterres, Generalsekretär
- United Nations Development Programme

Achim Steiner, Administrator
- United Nations Educational, Scientific and Cultural Organization

 Audrey Azoulay, General-Direktor
- Weltbank

Ajay Banga, Präsident
- Weltzollorganisation

Ian Saunders, General-Sekretär
- Weltgesundheitsorganisation

 Tedros Adhanom Ghebreyesus, General-Direktor
- Welthandelsorganisation

 Ngozi Okonjo-Iweala, General-Direktorir

## Teilnahme von Xi Jinping und Wladimir Putin
- Xi Jinping: Obwohl das Präsidentenamt in China formal ein repräsentatives Amt ist, wird es traditionell vom Generalsekretär der Kommunistischen Partei ausgeübt – der de facto höchste Machthaber im Einparteienstaat. Seit 1993 war dies mit wenigen Ausnahmen stets dieselbe Person. Der derzeitige Generalsekretär Xi Jinping bekleidet daher auch das Amt des Staatspräsidenten.
- Wladimir Putin: Es ist unklar, ob Wladimir Putin persönlich am Gipfeltreffen teilnehmen wird. Aufgrund des russischen Angriffs auf die Ukraine im Jahr 2022 hat der Internationale Strafgerichtshof einen Haftbefehl gegen ihn erlassen. Da Südafrika Vertragsstaat des Römischen Statuts ist, könnte bei einem rechtlichen Risiko ein offizieller Vertreter an seiner Stelle entsendet werden – wie bereits beim BRICS-Gipfel 2023 praktiziert.